# Environnement en région Occitanie
L’environnement en région Occitanie, la région est caractérisée par la présence de parcs nationaux et de parcs naturels régionaux représentant un quart de la surface de la région. En outre, la région dispose d’un patrimoine naturel unique, qui en fait une des régions de France métropolitaine les plus riches en matière de biodiversité. La Région Occitanie est engagée dans l’éducation à l’environnement et au développement durable pour sensibiliser tous les publics aux enjeux de la transition écologique et énergétique à travers la création d’outils pédagogiques.

## Zones protégées

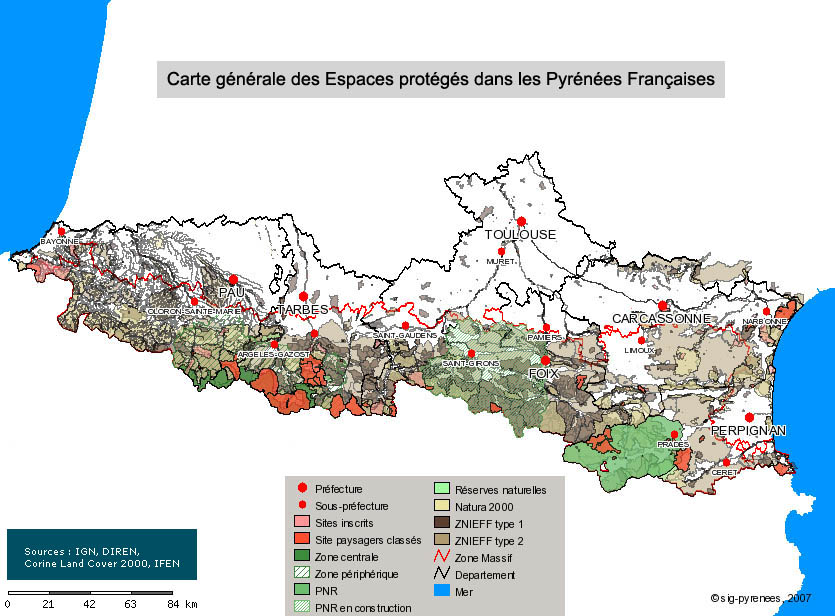
Carte générale des Espaces protégés dans les Pyrénées françaises.

La région compte plusieurs parcs naturels au sein desquels la faune et la flore sont protégées. Si ces parcs nationaux et ces parcs naturels régionaux ne représentent qu'environ un quart du territoire régional, ils sont représentatifs de la biosphère de l'ensemble des milieux compris dans la région :

### Le parc national des Pyrénées
Le parc national des Pyrénées ou des Pyrénées occidentales a été créé en 1967 (c'est le troisième parc national le plus ancien). Il est à cheval sur deux départements et deux régions : les Hautes-Pyrénées en Languedoc-Roussillon-Midi-Pyrénées et les Pyrénées-Atlantiques en Nouvelle-Aquitaine. Il couvre 457,07 km2 pour sa zone centrale (dont 305,87 km2 soit les deux tiers, ou 66,9 %, dans les Hautes-Pyrénées) et 2 063,52 km2 pour son aire d'adhésion (1 103,57 km2 soit 53,5 % dans les Hautes-Pyrénées). Il est l'un des plus riches parcs nationaux de France métropolitaine par sa biodiversité : 2 500 espèces végétales supérieures (dont plus de 200, ou 8 %, d'endémiques comme la pensée de Lapeyrouse ou la vesce argentée) et 4 000 espèces animales (dont 1 000 de coléoptères, 300 de papillons, 200 d'oiseaux, 64 de mammifères). Une partie du parc dans les Hautes-Pyrénées est incluse dans le site mixte Pyrénées-Mont Perdu, inscrit au patrimoine mondial de l'UNESCO depuis 1997 (les cirques de Gavarnie, d'Estaubé et de Troumouse, le lac de Barroude, ainsi qu'une partie des hautes vallées en aval). S'y est ajouté en 2004, dans la partie orientale des Pyrénées, le Parc naturel régional des Pyrénées catalanes sur 1 371 km2 dans le Capcir, la Cerdagne et le Conflent, et, entre les deux en 2009, le Parc naturel régional des Pyrénées ariégeoises de 2 465 km2. De plus, le massif du Canigou a obtenu en 2012 le label Grand Site de France. Si le noyau central du parc national ne descend pas en-dessous des 1 000 m d'altitude, est inhabité et comprend les sommets les plus élevés des Pyrénées françaises, son aire d'adhésion s'étend, pour les Hautes-Pyrénées, dans le val d'Azun et les vallées de Cauterets, de Luz et d'Aure. Les deux parcs naturels régionaux, pour leur part, s'étagent des fonds maraîchers et fruitiers des vallées de basse altitude aux sommets en passant par les grands massifs de l'étage collinéen (garrigues, forêt méditerranéenne, chênes et châtaigniers), de l'étage montagnard (hêtres communs et sapins blancs) et l'étage subalpin (pins à crochet). Parmi les animaux emblématiques du massif et de ces trois parcs figurent : l'isard (5 600 individus dans le parc national), le gypaète barbu (13 couples dans le parc national), le vautour percnoptère, l'aigle royal (37 couples dans le parc national), le vautour fauve (320 couples dans le parc national), la marmotte, le desman des Pyrénées (ou rat-trompette, quasiment impossible à observer directement), le lynx boréal (sa présence passée et actuelle, seule ou en compagnie du lynx d'Espagne, est discutée dans la mesure où on ne dispose guère que de témoignages, nombreux mais fragiles), la genette et l'ours brun des Pyrénées. Les derniers spécimens de cette lignée pyrénéenne des ours bruns, des mâles, évoluent dans les vallées d'Aspe et d'Ossau dans les Pyrénées-Atlantiques. La dernière femelle, Cannelle, a été abattue par un chasseur le 1er novembre 2004. Un programme de réintroduction dans les Pyrénées centrales a été lancé dans les années 1990, à partir d'ours slovènes estimés proches de la souche pyrénéenne : deux femelles en 1996 et un mâle en 1997 à Melles en Haute-Garonne, cinq nouveaux individus (quatre femelles et un mâle) en 2006 à Burgalays et Arbas en Haute-Garonne ainsi qu'à Bagnères-de-Bigorre dans les Hautes-Pyrénées,. Des naissances sont régulièrement observées, notamment durant l'hiver 2011-2012. En août 2014, la population d'ours est estimée à 30 individus dans tout le massif pyrénéen. Le 20 novembre suivant, l'oursonne Auberta, âgée de dix mois, est retrouvée morte. Si la population d'ours apparaît ainsi croissante, elle reste encore actuellement trop faible et trop éparpillée dans le massif pour y espérer la survie de l'espèce dans la durée. Cet animal est au cœur de croyances et traditions culturelles importantes dans les Pyrénées, souvent encore vivaces dans les communautés montagnardes : la créature légendaire Jean de l'Ours est particulièrement populaire dans toutes les régions pyrénéennes (Joan de l'Ors en occitan, Joan de l'Ós en catalan. Des carnavals et festivités liés à l'ours ont ainsi toujours lieu en Bigorre ou dans les Pyrénées-Orientales (Festa de l'ós en Haut-Vallespir).

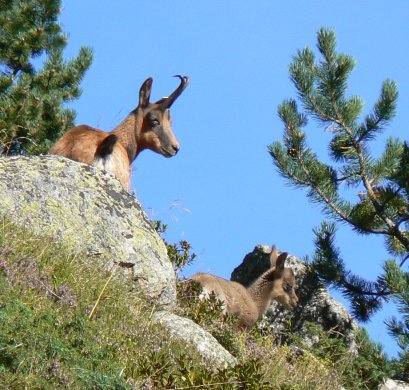
Deux isards, emblèmes du parc national.
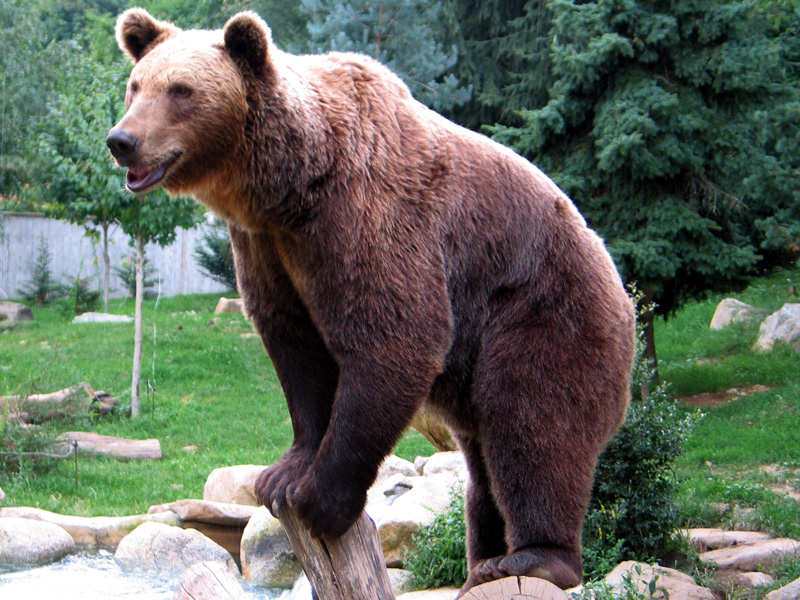
Ours brun en captivité au Parc animalier des Pyrénées.
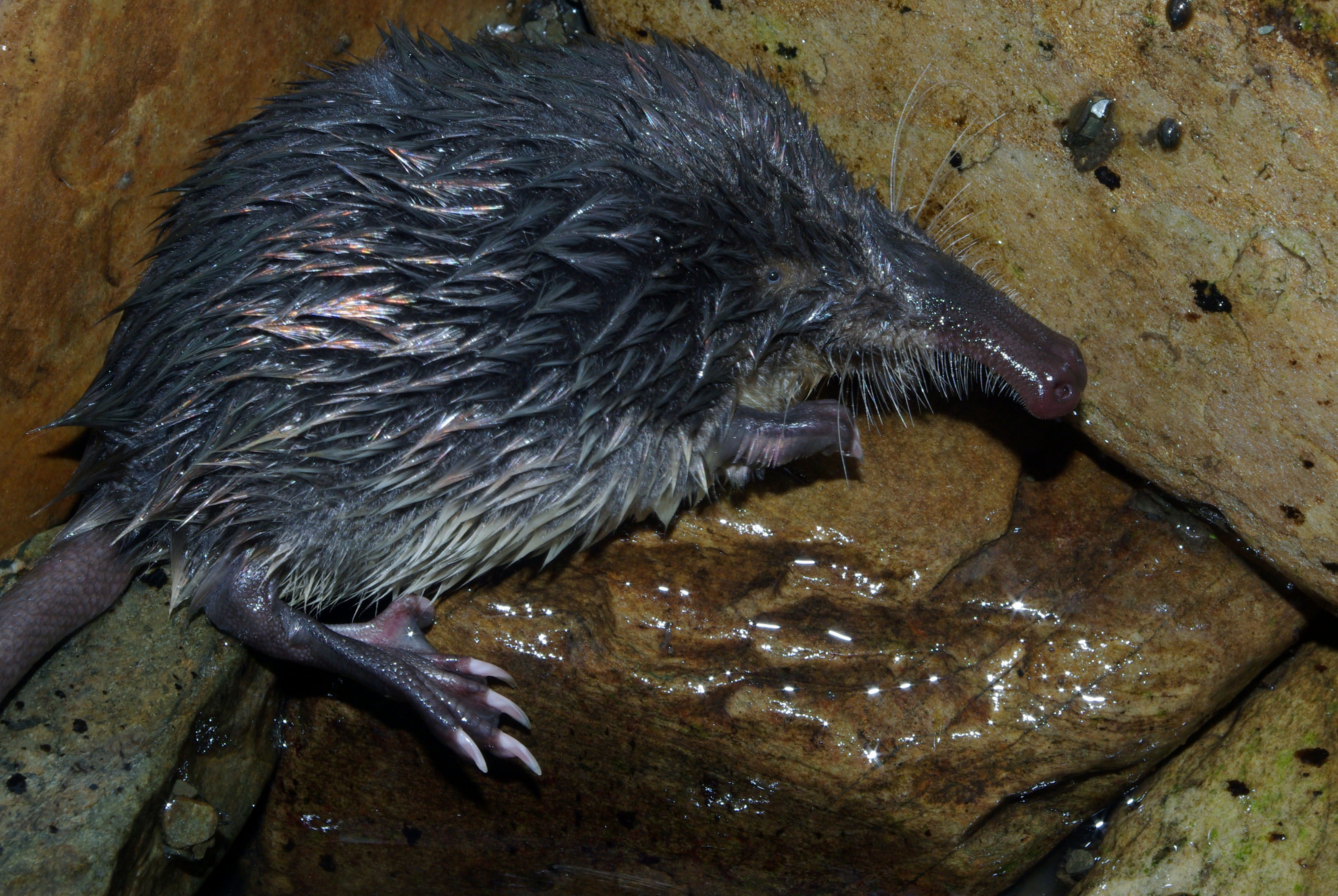
Le desman des Pyrénées est très rare à observer.
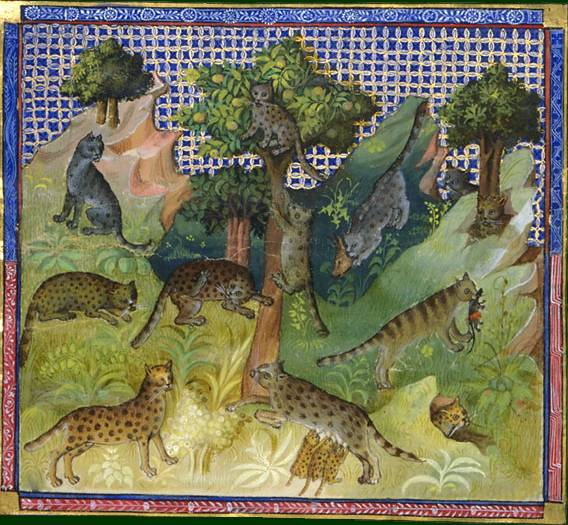
Les félins (livre de chasse de Gaston Fébus, 1331-1391), représentant des lynx.
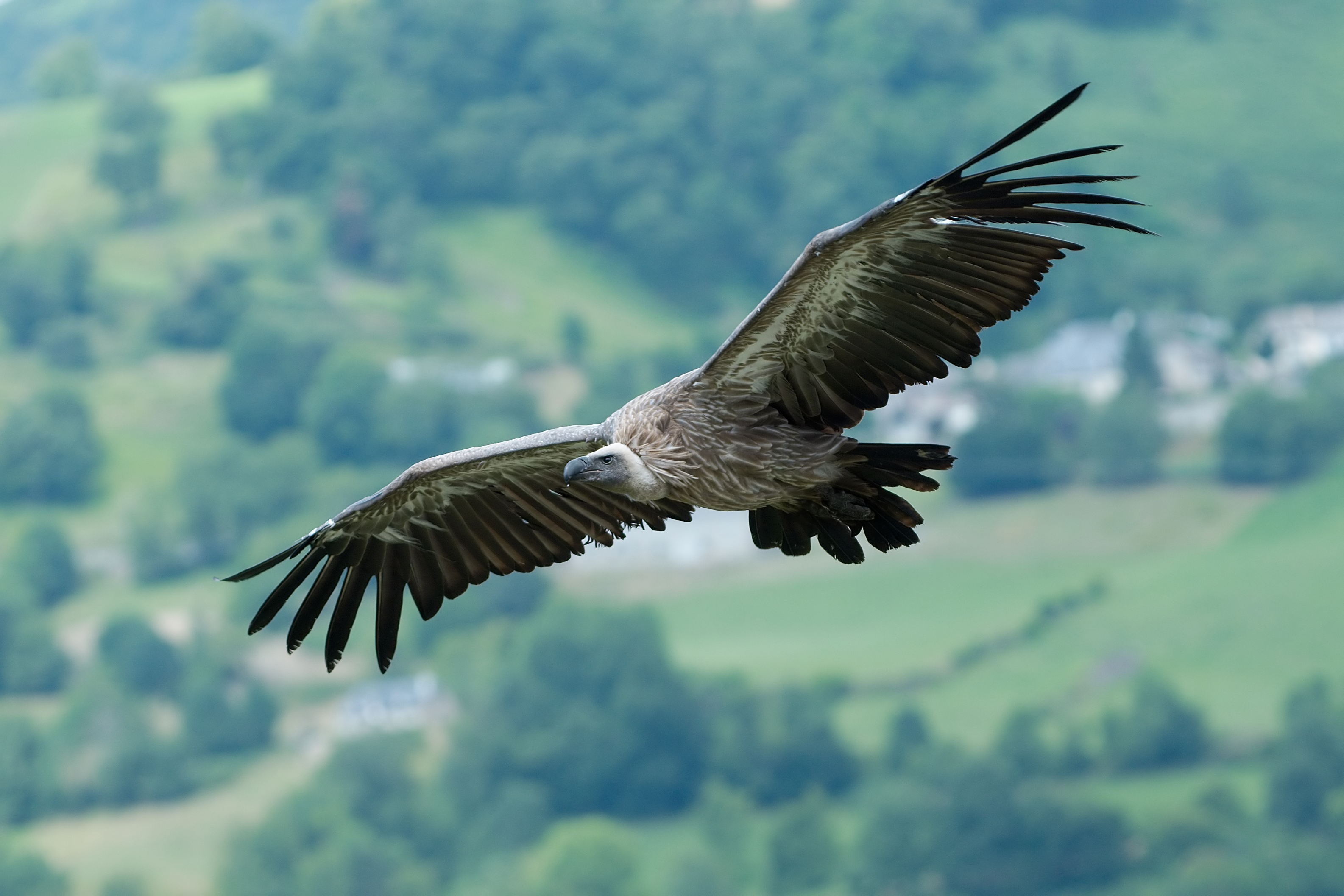
Vol d'un vautour fauve dans les Pyrénées françaises.
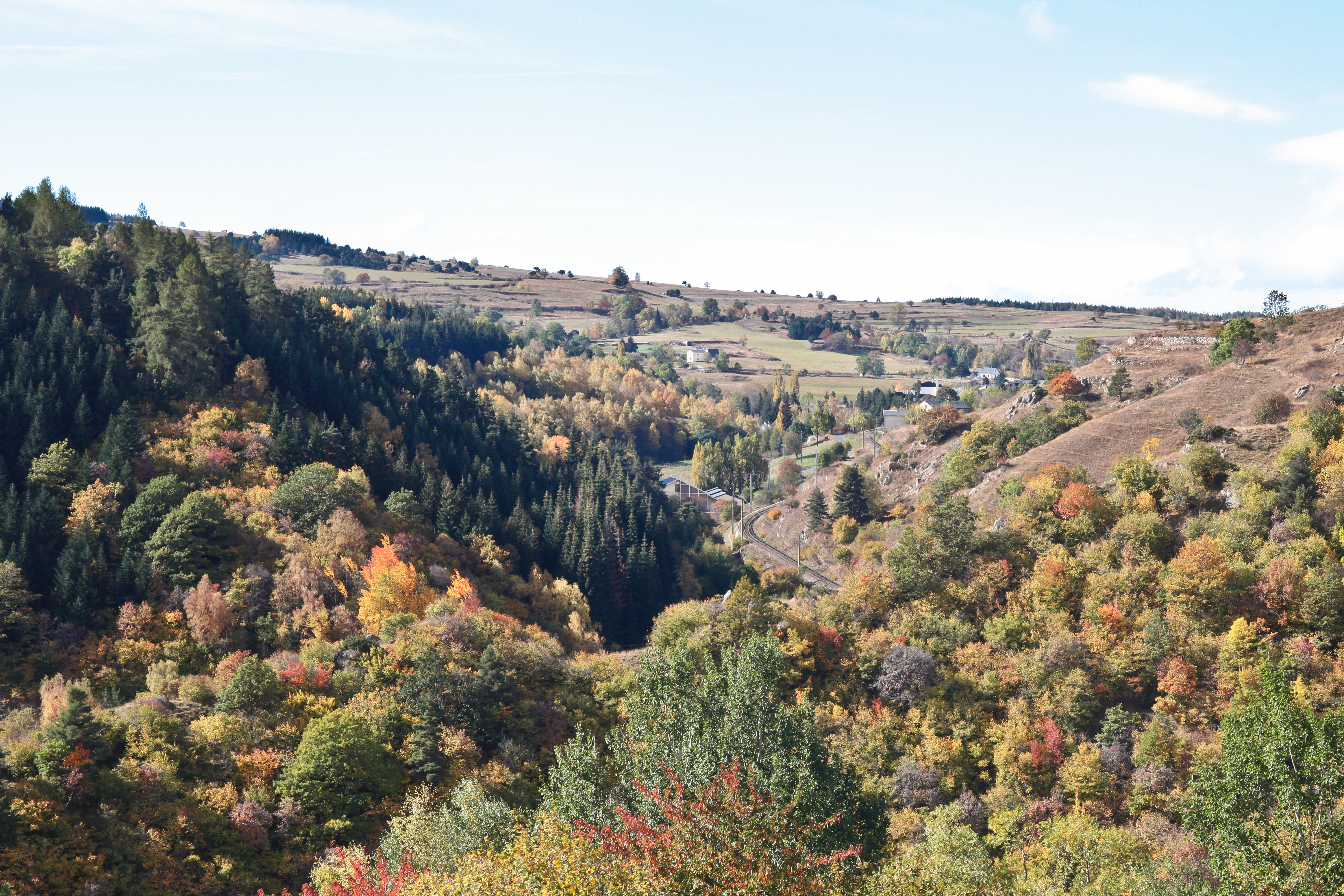
Forêt méditerranéenne en aval des Pyrénées catalanes.

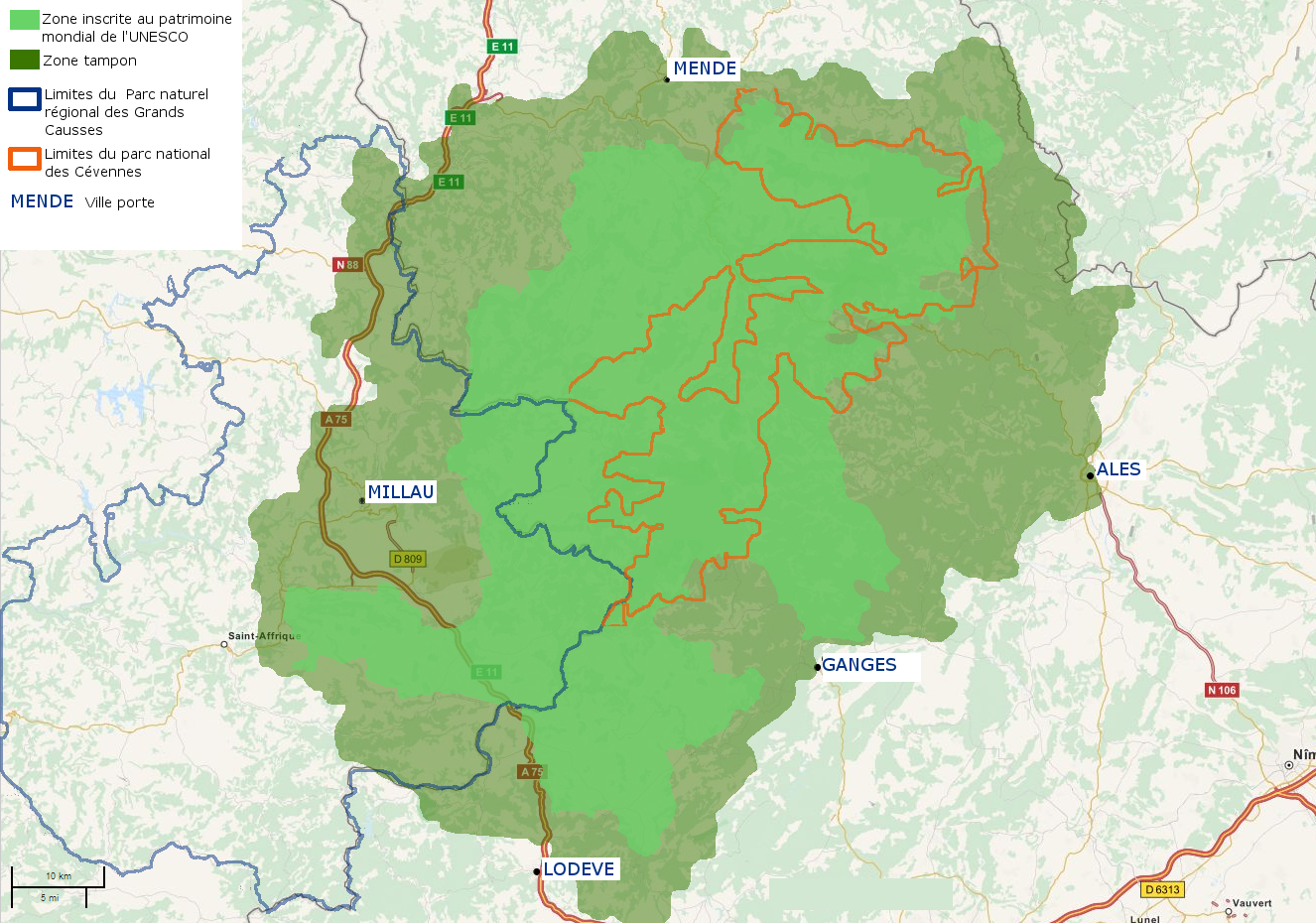
Carte du territoire des Causses et des Cévennes.

### Les Causses et les Cévennes
Les Causses et les Cévennes sont regroupés comme site culturel, en tant que « paysage culturel de l’agro-pastoralisme méditerranéen », sont inscrits ensemble au patrimoine mondial de l'UNESCO depuis 2011. Couvrant 3 023,19 km2 des Cévennes et des Grands Causses à la limite sud-est du Massif central, entre la Lozère, le Gard, l'Hérault et l'Aveyron, une partie de son territoire est par ailleurs protégé par le biais d'un parc national (entièrement inclus dans le périmètre du site) et d'un parc naturel régional (en partie inscrit au patrimoine mondial). 

#### Le parc national des Cévennes
Le parc national des Cévennes, créé en 1970, a un cœur de parc de 935 km2 à cheval entre le Gard et la Lozère, qui s'étage entre 388 m et 1 699 m d'altitude (au pic de Finiels, le point culminant du Massif central sis dans la région). L'aire optimale d'adhésion, pour sa part, s'étend sur 2 785 km2, jusqu'à la limite sud-ouest de l'Ardèche dans la région voisine Auvergne-Rhône-Alpes (le territoire de ce département inclus dans l'aire d'adhésion représente toutefois moins de 10 % du parc),,. Avec 580 km2 de forêts méditerranéennes qui colonisent le cœur de parc, il s'agit du parc national le plus boisé de France métropolitaine. La faune et la flore y est riche et diversifiée, avec : 11 000 espèces végétales (dont 2 250 de plantes à fleurs) marquées par des associations remarquables et endémiques (les tourbières du mont Lozère et du mont Aigoual, la pseudo-steppe caussenarde, la châtaigneraie anthropique des Cévennes) ; 2 410 espèces animales dont 45 % des vertébrés, les deux tiers des mammifères et des espèces de chiroptères recensés en France métropolitaine. 

#### le parc naturel des Grands Causses
Plus à l'ouest, le parc naturel régional des Grands Causses, créé en 1995, s'étend sur 3 279,35 km2 à l'est et au sud-est du département de l'Aveyron, il s'agit du troisième plus grand parc naturel régional de France. Trois grands types d'ensembles végétaux se distinguent dans les Grands Causses : sur les causses en eux-mêmes, un paysage de pseudo-steppe unique en France s'est développé (pelouses calcaires avec une forte diversité voire endémicité floristique, buis, genévriers communs, de petites forêts de causses ou sur les Avants-Causses constituées de chênes pubescents ou de pins sylvestres) ; dans les rougiers (collines au sol d'argilite rouge), c'est la flore méditerranéenne de type garrigue qui domine (thym, prêle, menthe aquatique, aulne glutineux) ; enfin, sur les monts, la forêt prend le dessus (hêtre, chêne vert, châtaignier, résineux). Sur l'ensemble de cet espace des Grands Causses et des Cévennes, la faune est marquée par une forte présence d'ovins élevés de façon extensive (mouton de race Lacaune). De nombreux rapaces, souvent très menacés, peuplent cette région : l'aigle royal, le circaète Jean-le-Blanc, le faucon pèlerin, l'épervier, le hibou grand-duc, plusieurs espèces de chouettes. Le territoire est également un site privilégié pour l'implantation ou la réintroduction de vautours fauves (réintroduits depuis 1982), moines (réintroduits entre 1992 et 2004), percnoptères (qui viennent généralement d'Afrique pour la reproduction) et gypaètes barbus. Parmi les grandes espèces de mammifères sauvages présentes figurent le cerf élaphe, le sanglier ou le chevreuil qui, en l'absence de prédateurs sauvages et face à la réglementation voire à l'interdiction de la chasse dans certaines zones, se retrouvent en surpopulation et peuvent causer de graves dégâts aux forêts notamment dans les Cévennes. Le loup gris, réapparu officiellement en France depuis 1992 à partir de populations italiennes remontant vers le nord (loup des Apennins), est attesté comme s'étant implanté de manière durable dans les Grands Causses et les Cévennes depuis 2012 (premières constatations d'attaques de troupeaux ovins). La « Zone de présence permanente » (ZPP) Grands Causses-Mont Lozère, la première et la seule en 2016 dans le Massif central, est créée à la fin de l'année 2013. De là, en mars 2014, le retour du loup est confirmé dans le massif du Razès (Aude) et est suspecté aux portes de Carcassonne.

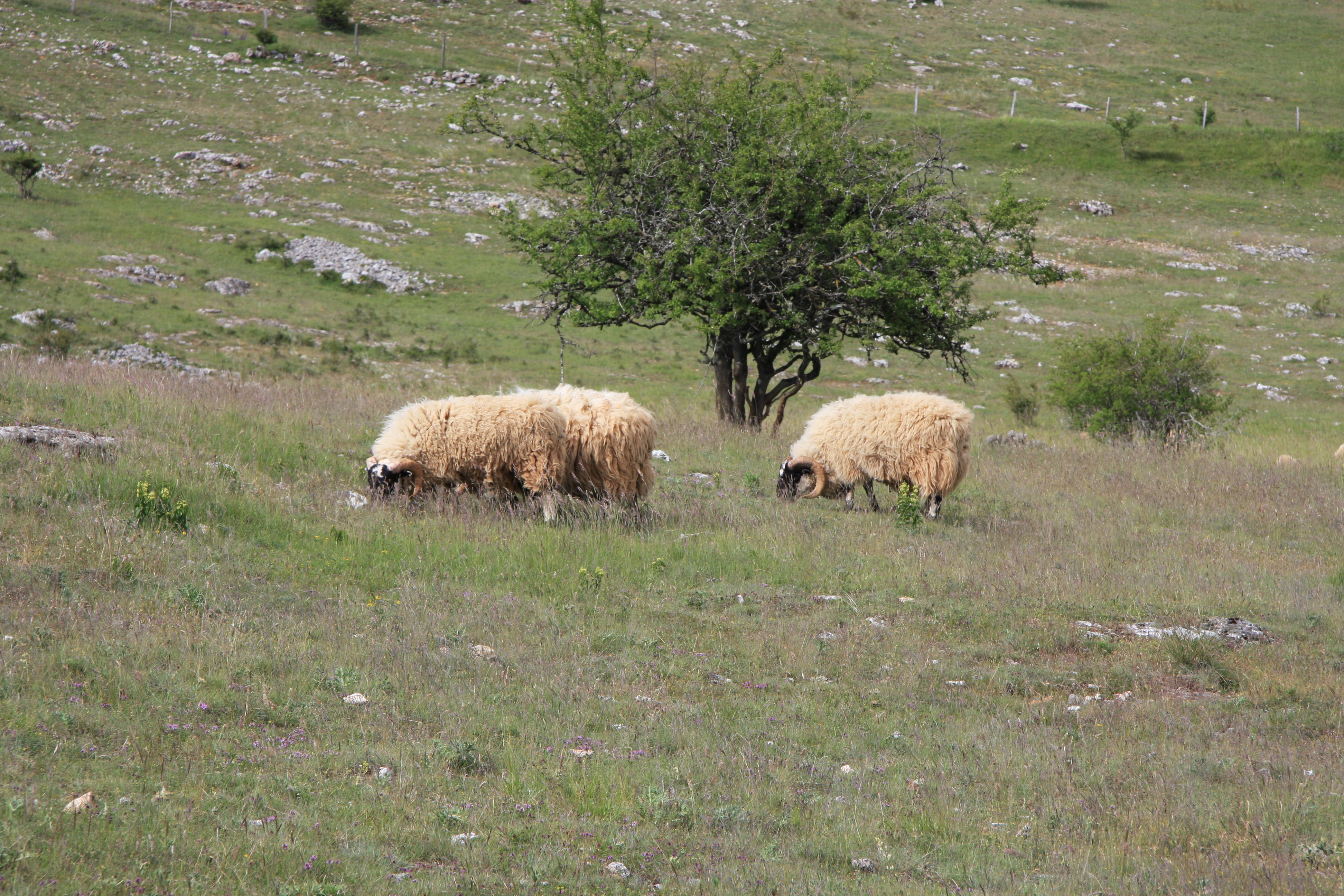
Béliers sur le causse Méjean (Lozère).
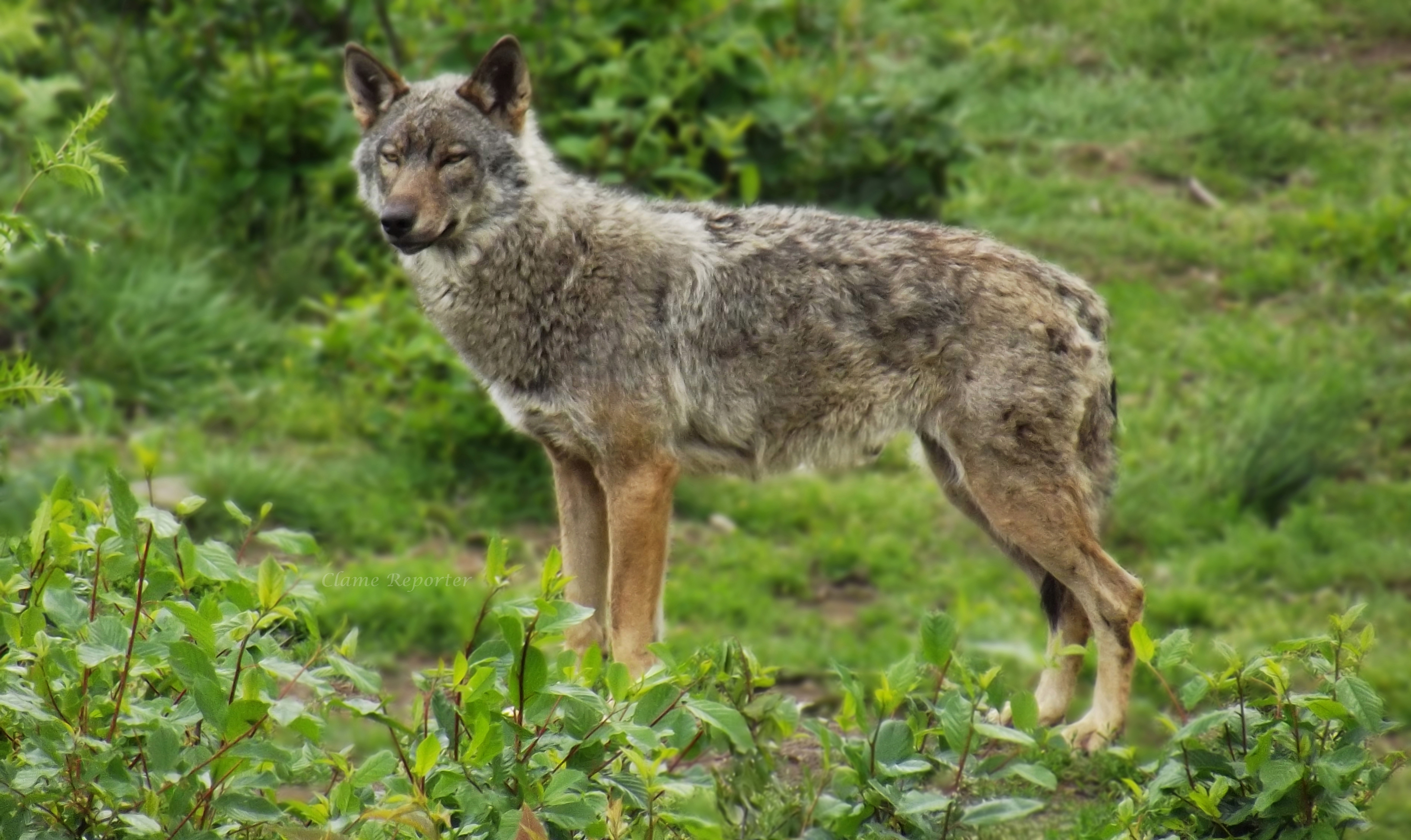
Loup gris des Apennins dans le sud du Massif central en 2012.
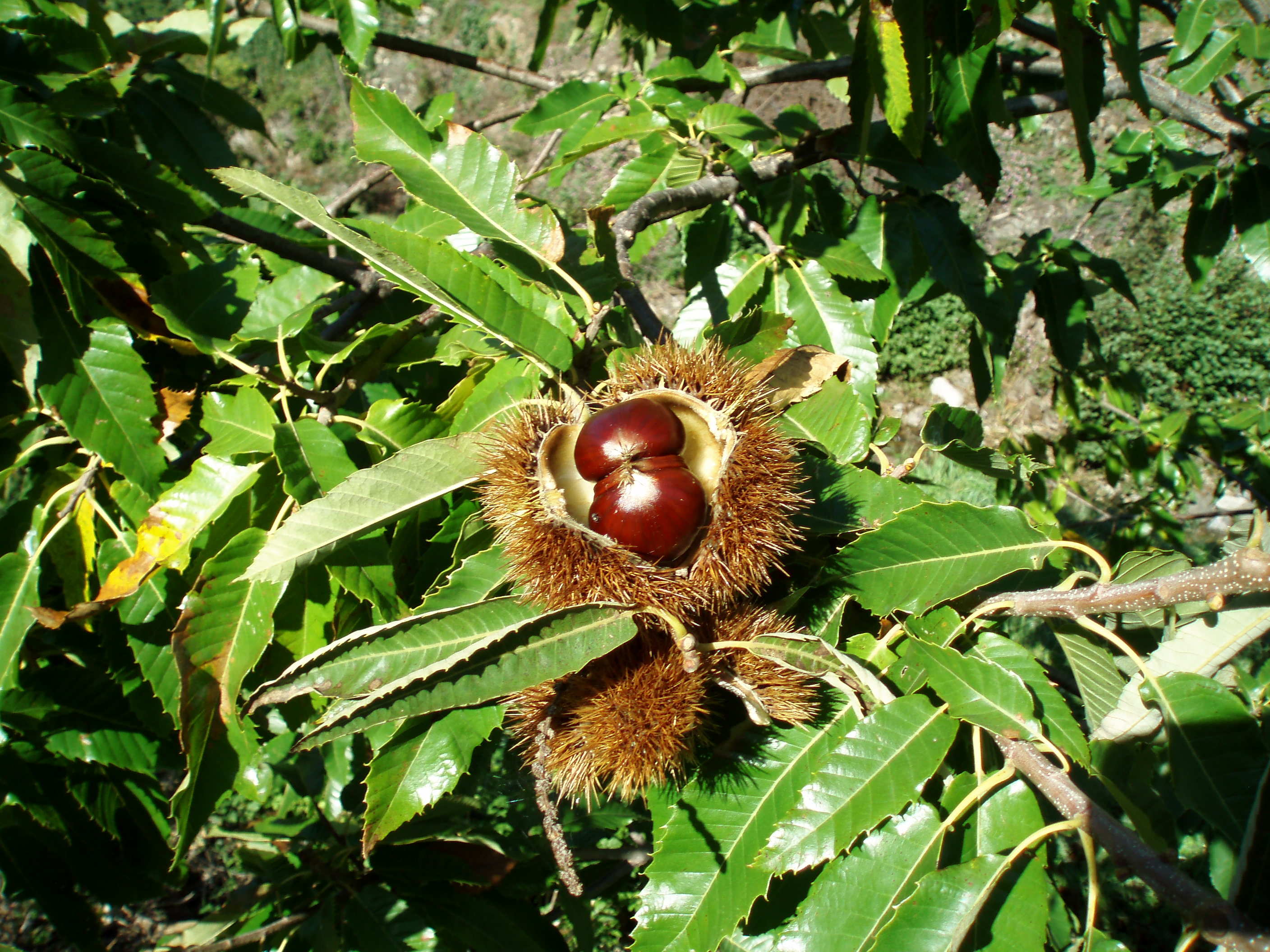
Châtaigne des Cévennes.
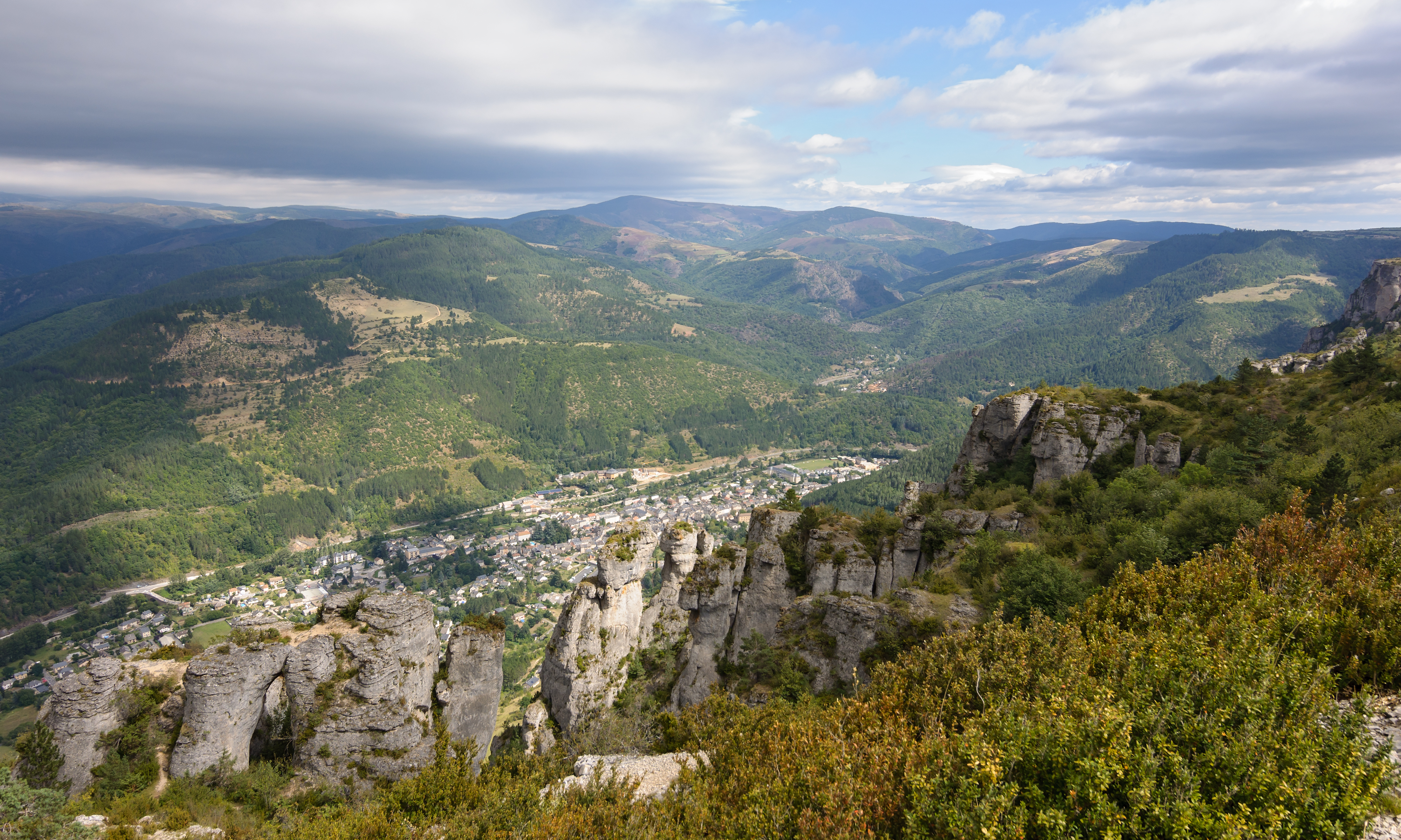
Paysage des Cévennes en Lozère, vu depuis le causse Méjean.
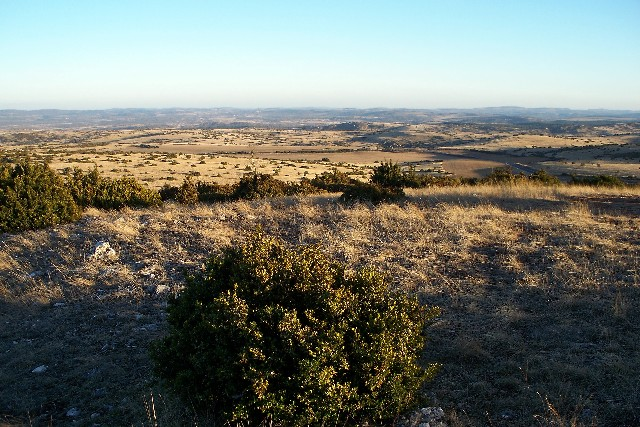
Paysage proche de la steppe sur le causse du Larzac.
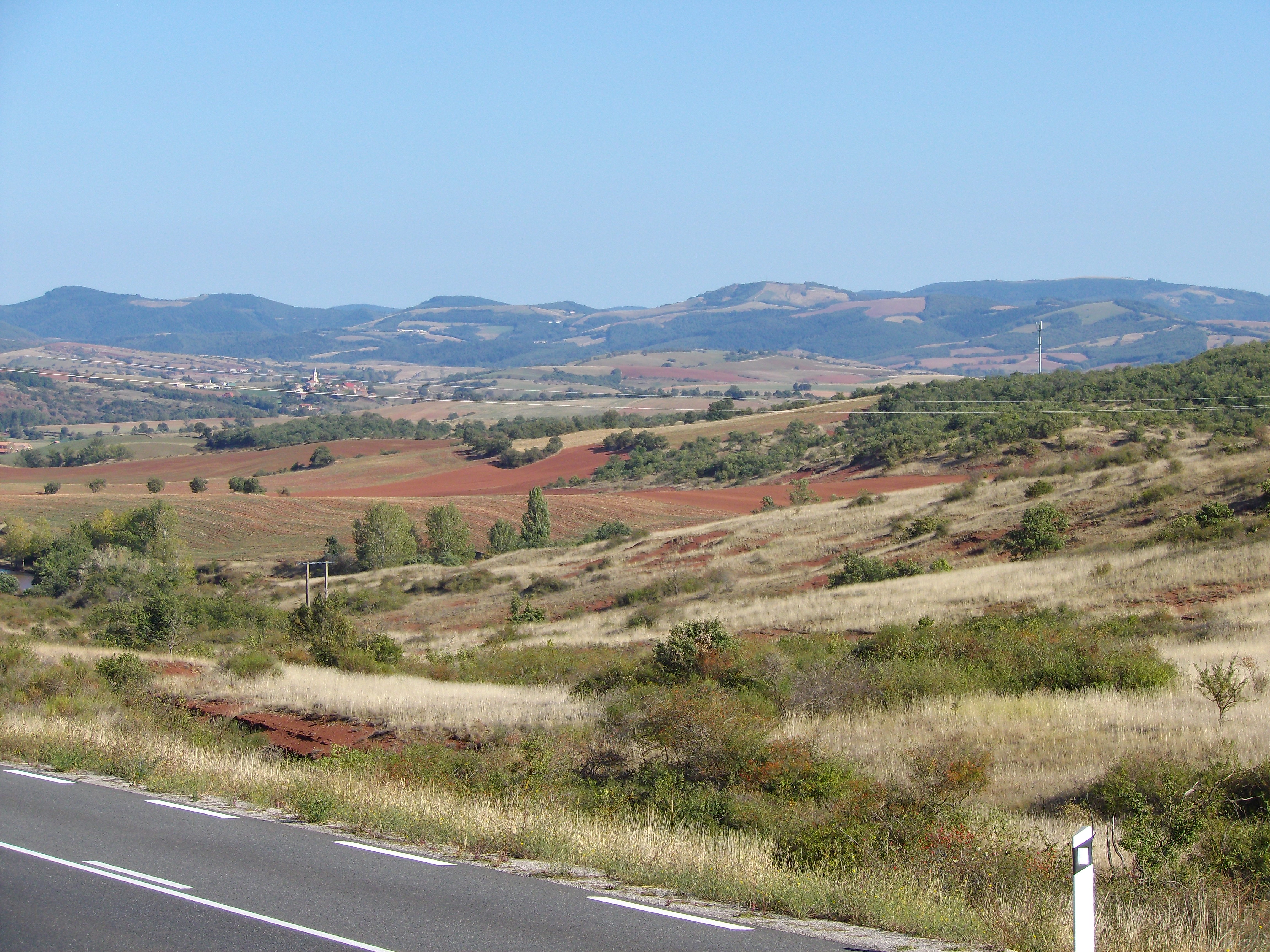
Paysage de garrigue au rougier de Camarès.

### Le parc naturel du Haut-Languedoc
Le parc naturel régional du Haut-Languedoc, fondé en 1973 à l'extrémité sud du Massif central, comprend 3 060 km2, entre le sud-est du Tarn et le nord-ouest de l'Hérault. Il s'étend sur sept ensembles de relief qui déterminent 18 unités paysagères, marquées par les influences méditerranéennes à l'est et océaniques à l'ouest : on y trouve ainsi des paysages de forêt méditerranéenne, de landes et tourbières, des forêts de chênes et de châtaigniers du Sidobre, des garrigues, des vignes qui s'étagent sur les coteaux au sud-est. Le parc draine une diversité biologique importante, avec : 170 espèces animales considérées comme remarquables, près de 250 espèces d’oiseaux dont 120 nicheuses régulières, 26 espèces de chauve-souris sur les 33 présentes en France, 2500 espèces de plantes à fleurs, etc. Il abrite également un très grand nombre d’espèces de faune et de flore endémiques, rares et protégées au niveau national, voire européen. Parmi les espèces emblématiques du Haut-Languedoc, qu'elles soient endémiques ou nom, figurent : la pie-grièche à tête rousse, la moule perlière d'eau douce, l'aigle de Bonelli, la chouette chevêche, la truite fario, l'écrevisse à pattes blanches, la loutre d'Europe, la genette commune, le murin de Capaccini, etc. Le parc présente également une originalité dans le Massif central : la présence d'une population de mouflons dans la réserve nationale de chasse et de faune sauvage du Caroux-Espinouse, originellement importée de Corse (Ovis ammon musimon) qui semble s'être bien adaptée au milieu, bien qu'ayant semble-t-il souffert de braconnage.

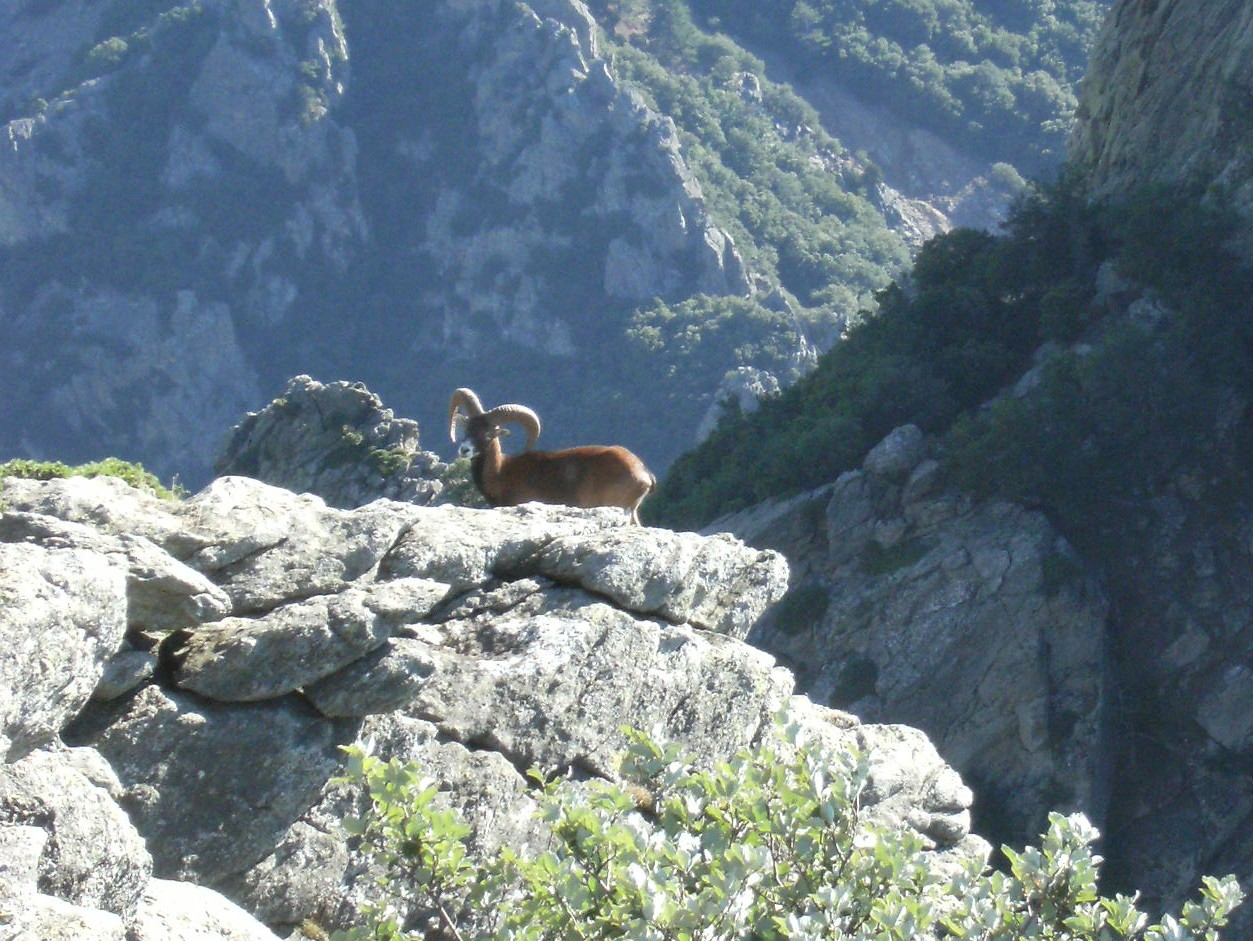
Mouflon au mont Caroux (Hérault), devenu l'un des emblèmes du parc.
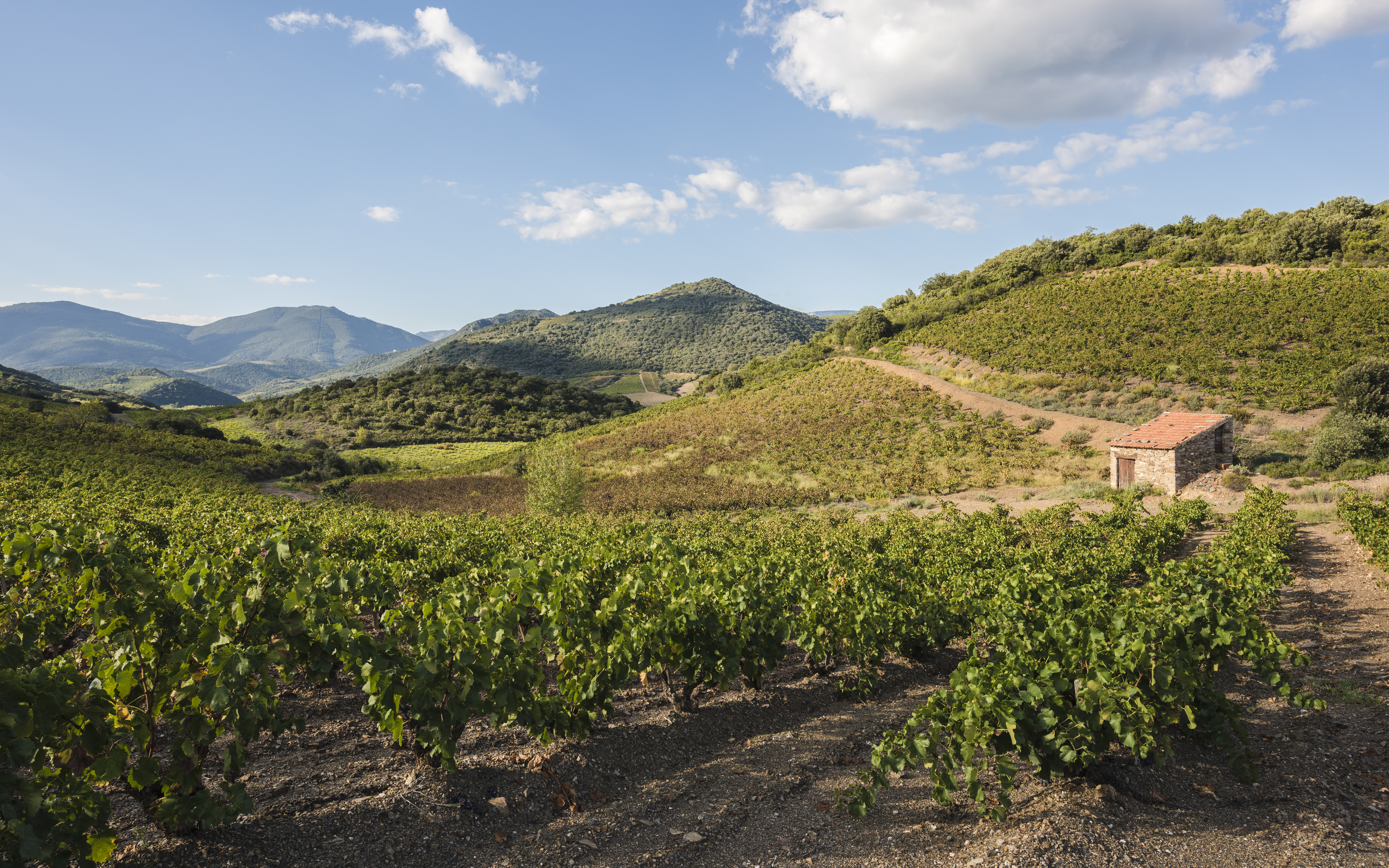
Coteaux vinicoles dans la vallée de l'Orb (Hérault).
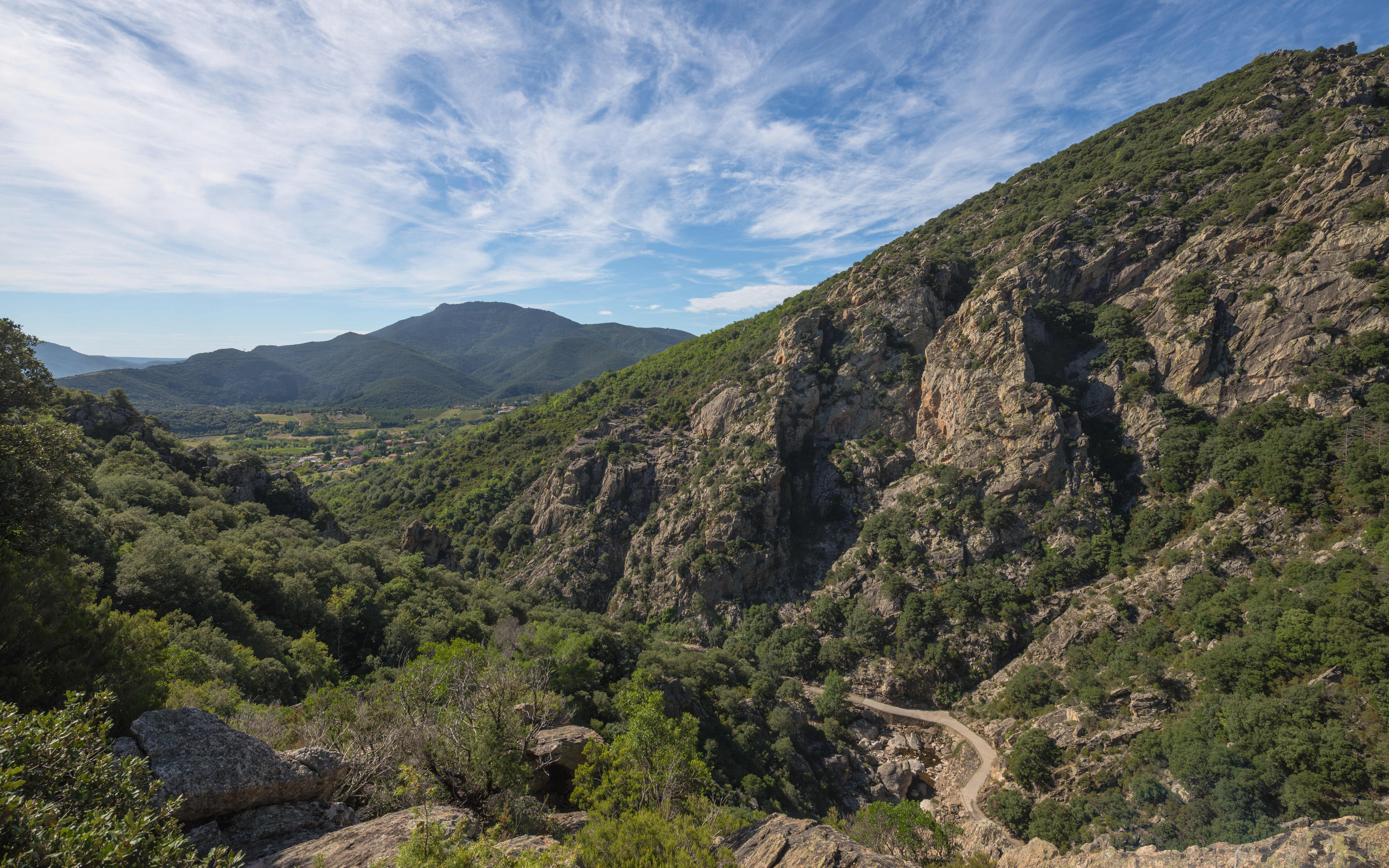
Végétation à l'extrémité sud des gorges d'Héric (Hérault).

### Le parc naturel des Causses du Quercy
Le parc naturel régional des Causses du Quercy, créé en 1999 à l'extrémité nord-ouest de la région et à la limite occidentale du Massif central, dans le Lot, s'étend sur 1 855 km2. Le paysage est marqué par l'importance des pelouses calcaires, forgées par des millénaires de pastoralisme (moutons de la race Causse du Lot) dans la région, faisant des causses du Quercy l'un des derniers grands ensembles de pelouses sèches en France. Le parc possède également une couverture boisée relativement importante et peu dense de type méditerranéen et collinéen où le chêne pubescent domine (associé à l'érable de Montpellier, le cerisier de Sainte-Lucie ou le cornouiller mâle) et où la faune est diversifiée : chevreuils, genettes, chauves-souris arboricoles (barbastelles, noctules), pics mars, rapaces (faucons hobereaux, bondrées apivores, circaètes Jean-le-Blanc). Les zones humides (réserve naturelle régionale du marais de Bonnefont, les étangs de Puy-blanc, lac de Bannac, lacs de Saint-Namphaise) hébergent d'importantes roselières et des espèces végétales ou animales rares pour le département du Lot (fougères des marais, râles d'eau). Dans les cours d'eau (le Lot, la Dordogne et leurs affluents), de nombreuses espèces de poissons résident de manière permanente (truites fario, vairons, chabots, brochets) ou y passent pour aller se reproduire (saumons de l'Atlantique, truites de mer, aloses et lamproies marines), formant le régime alimentaire de nombreuses espèces d'oiseaux aquatiques ou nichant dans les vallées (martins-pêcheurs, cincles plongeurs, hérons cendrés, petits gravelots, chevaliers guignettes, faucons pèlerins ou hiboux grands-ducs qui nichent dans les falaises des gorges), de tortues d'eau douce (dont une espèce menacée, la cistude) ou de loutres.

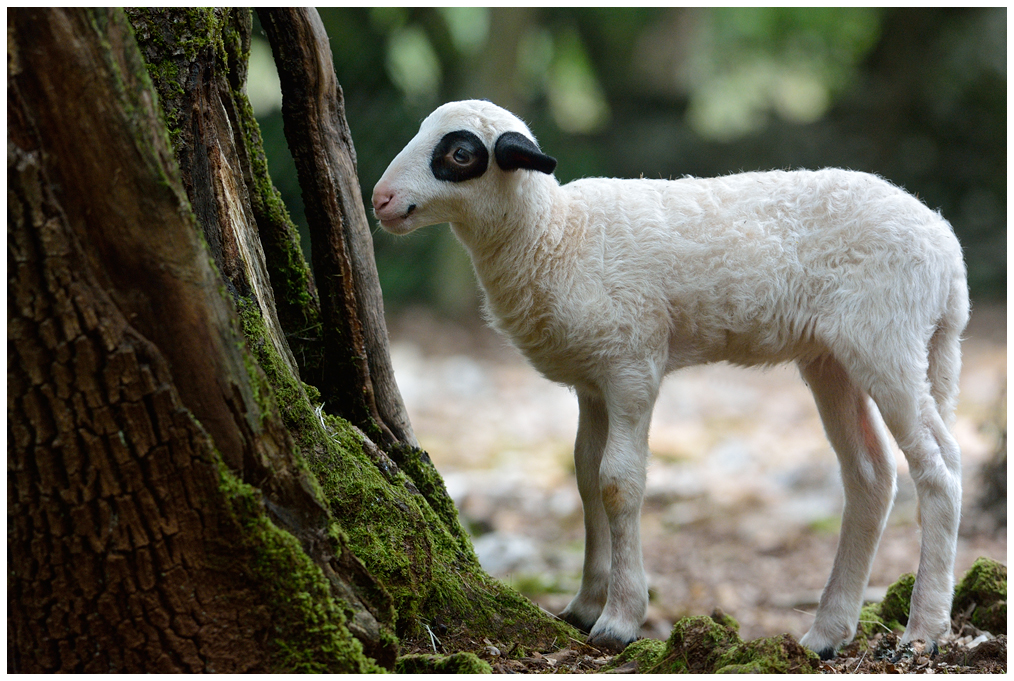
Agneau caussenard du Quercy.
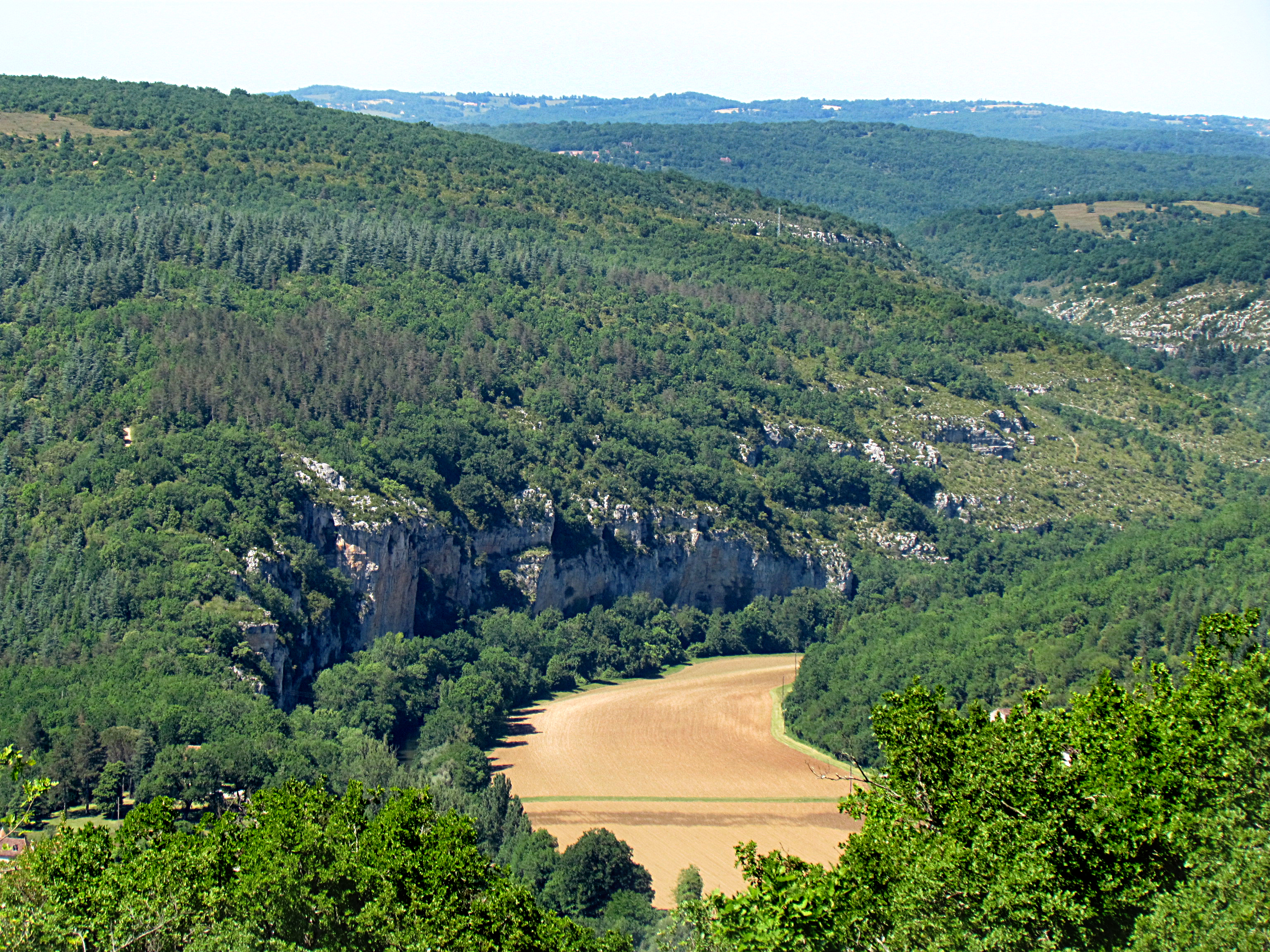
Paysage des Causses du Quercy : collines recouvertes de pelouse calcaire et de forêt méditerranéenne, terres agricoles en vallée.
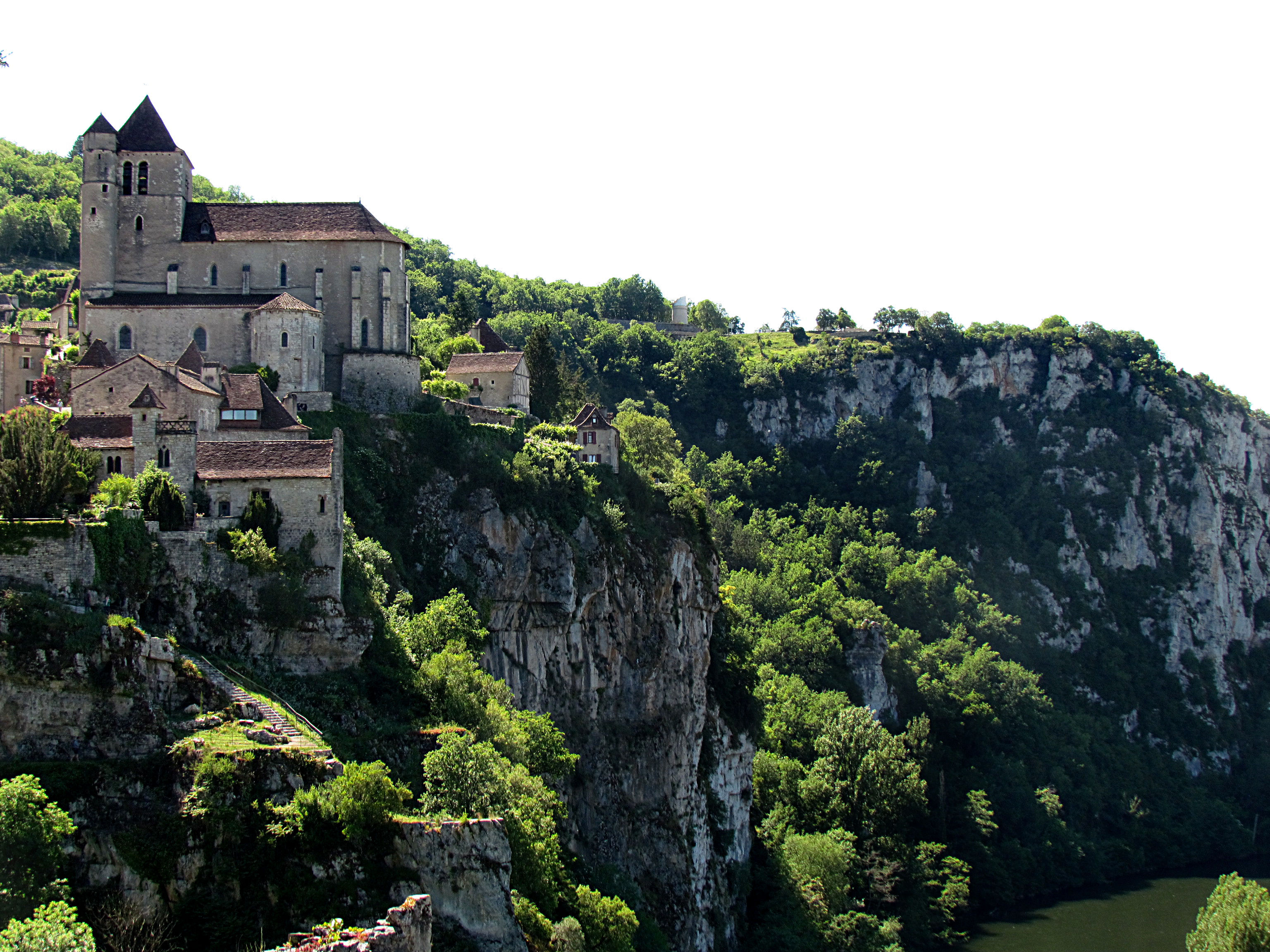
Saint Cirq Lapopie et la vallée du Lot.

### Les projets de parcs dans le Massif central
La création de deux nouveaux parcs naturels régionaux dans le Massif central a été actée et devrait progressivement être mis en place à partir de la fin de l'année 2016 : pour l’Aubrac sur environ 3 000 km2 entre le Cantal dans la région voisine Auvergne-Rhône-Alpes, la Lozère et l'Aveyron, ; pour les sources et gorges du Haut-Allier dans la Margeride dans la Haute-Loire en Auvergne-Rhône-Alpes et la Lozère,.

### Le parc naturel de la Narbonnaise en Méditerranée
Le parc naturel régional de la Narbonnaise en Méditerranée, créé en 2003, est de taille plus modeste (801 km2) et est le seul de la région à être entièrement inscrit dans la plaine littorale, dans l'Aude. Il comprend le versant oriental du massif des Corbières (Corbières maritimes), descendant progressivement par des petits massifs (de la Clape ou du Cap Romarin), plateaux (de Leucate) et collines vers la plaine alluviale languedocienne et un vaste complexe lagunaire désigné en 2006 comme « zone humide d'importance internationale » de la convention de Ramsar (étangs de Bages-Sigean, de La Palme, de Pissevaches, de l'Ayrolle et de Gruissan). Malgré sa faible superficie, sa biodiversité y est importante : 1 400 espèces de végétaux (30 % des espèces recensées en France métropolitaine) dont 234 d'intérêt patrimoine (5 au niveau international, 47 au niveau national), 350 espèces d'oiseaux (60 % des espèces européennes, 80 d'entre elles présentent un intérêt patrimonial), 56 de poissons d'intérêt patrimonial. Plus de 50 types de milieux naturels coexistent sur le parc de la Narbonnaise, représentatifs de l'ensemble du Bas-Languedoc, que ce soient des milieux typiquement méditerranéens ou non, chacun ayant sa flore spécifique : paysages secs de pelouses, garrigues et pins d'Alep dans les bas reliefs, de forêts de pins et massifs épars de chênes verts sur les monts, ou humides d'enganes ou sansouïres (prés salés), roselières, dunes littorales et steppes salées des espaces lagunaires. Parmi les espèces animales emblématiques figurent : le flamant rose, la talève sultane, l'aigrette garzette, l'échasse blanche, l'anguille, l'hippocampe, de nombreux poissons et batraciens dans les étangs ; la sterne naine ou le pluvier à collier interrompu sur le littoral ; la couleuvre de Montpellier, l'aigle de Bonelli, le bruant ortolan, le cochevis de Thékla ou la fauvette pitchou dans les garrigues ; voire, venant des montagnes, l'aigle royal. Tout particulièrement, le parc est réputé en France comme étant un site migratoire d'importance, le passage des vols des oiseaux migrateurs animant le ciel à chaque printemps et à chaque automne.

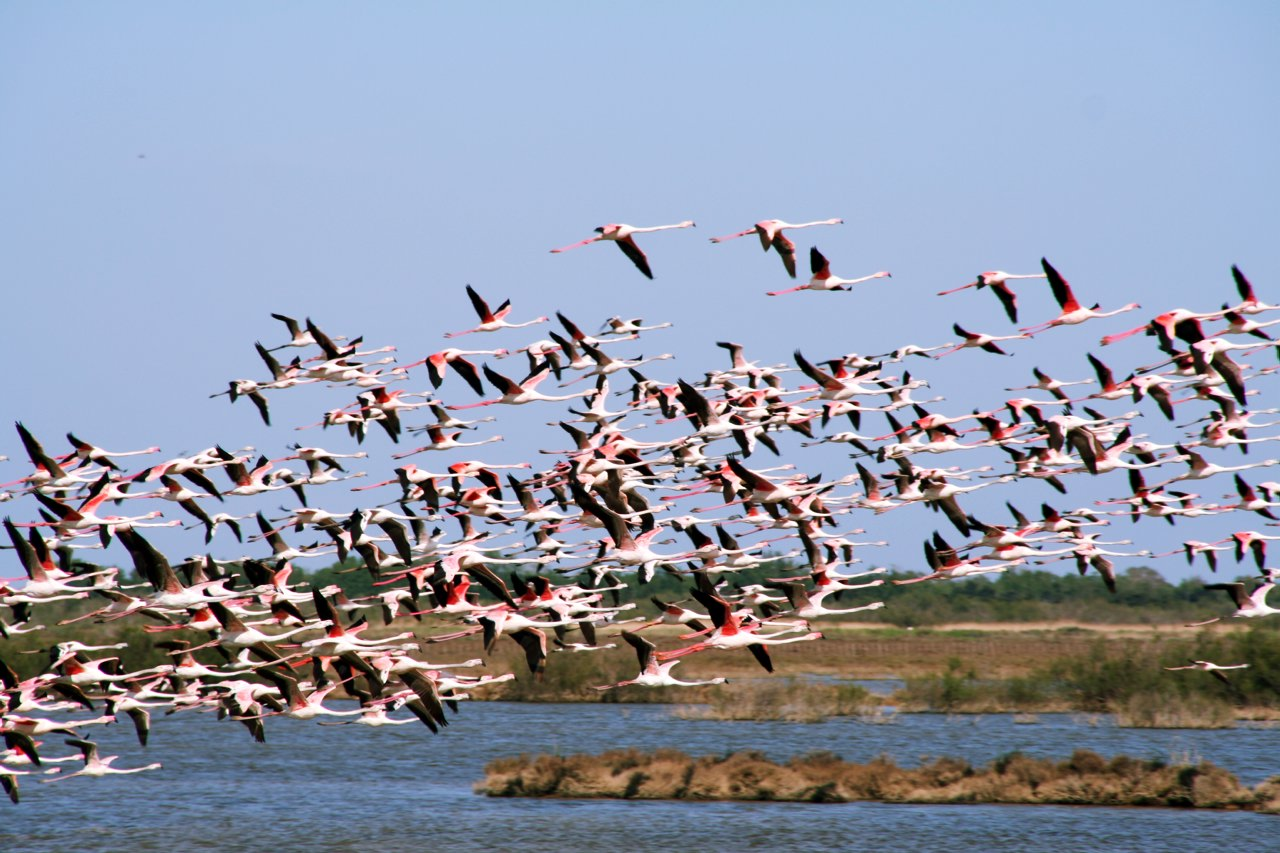
Vol de flamants roses dans l'étang de Pissevaches.
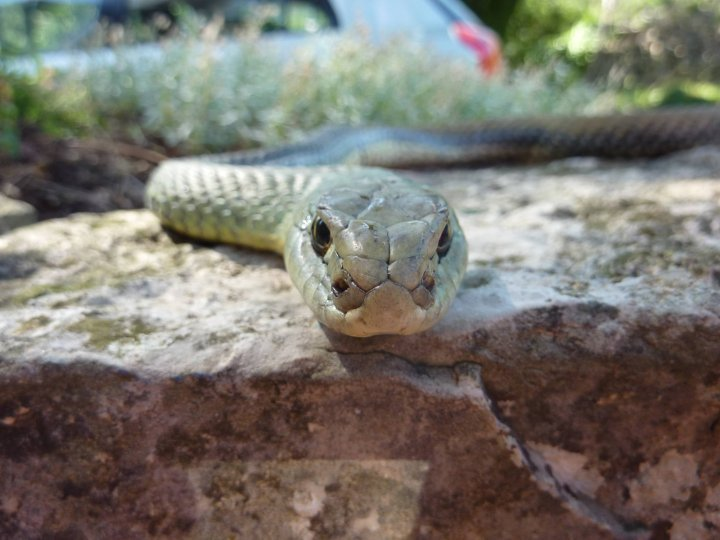
Une couleuvre de Montpellier, représentative des Garrigues, ici hors du parc à Lauroux (Hérault).
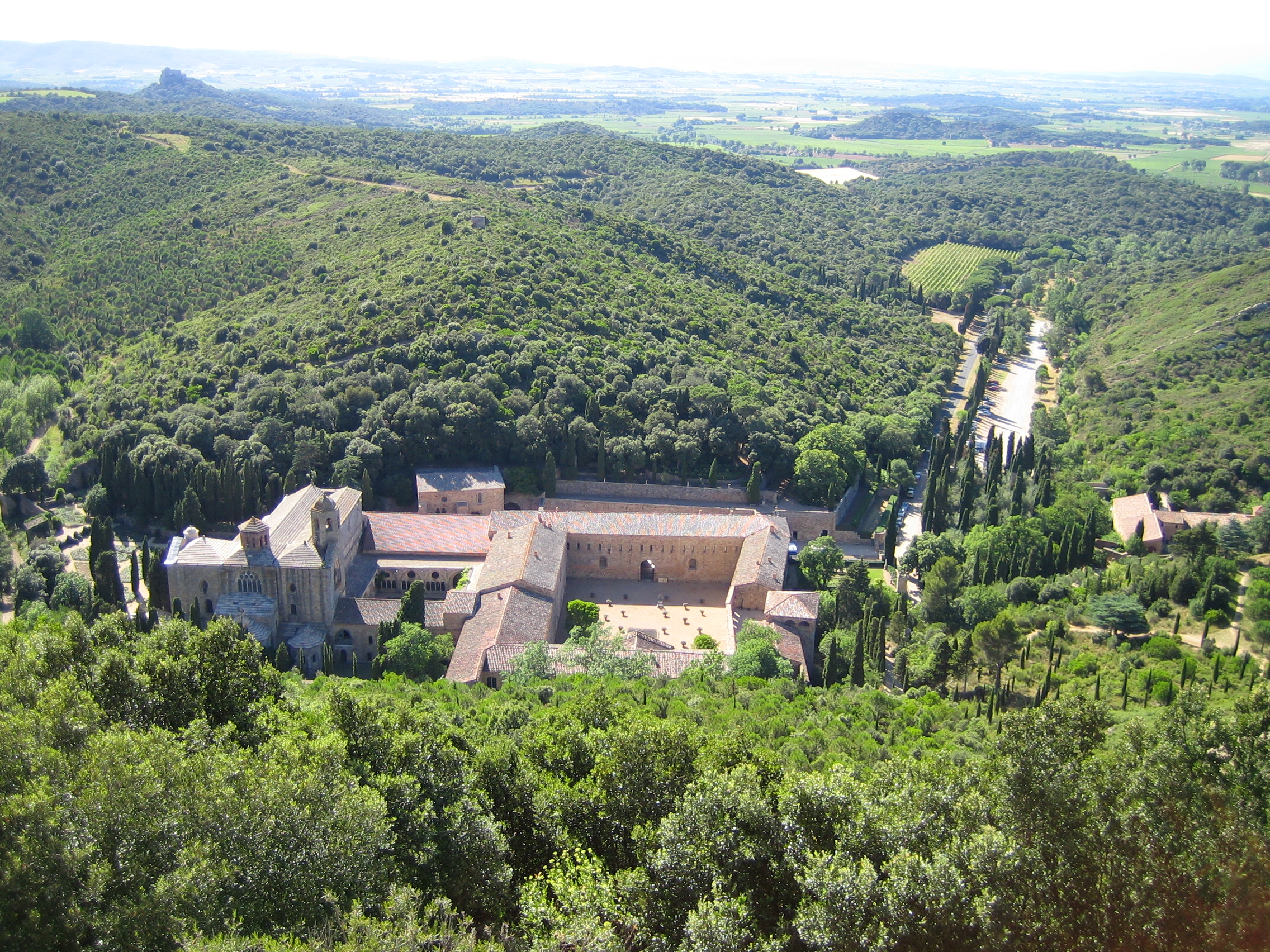
Forêt de Fontfroide dans les Corbières maritimes, entourant l'Abbaye Sainte-Marie.
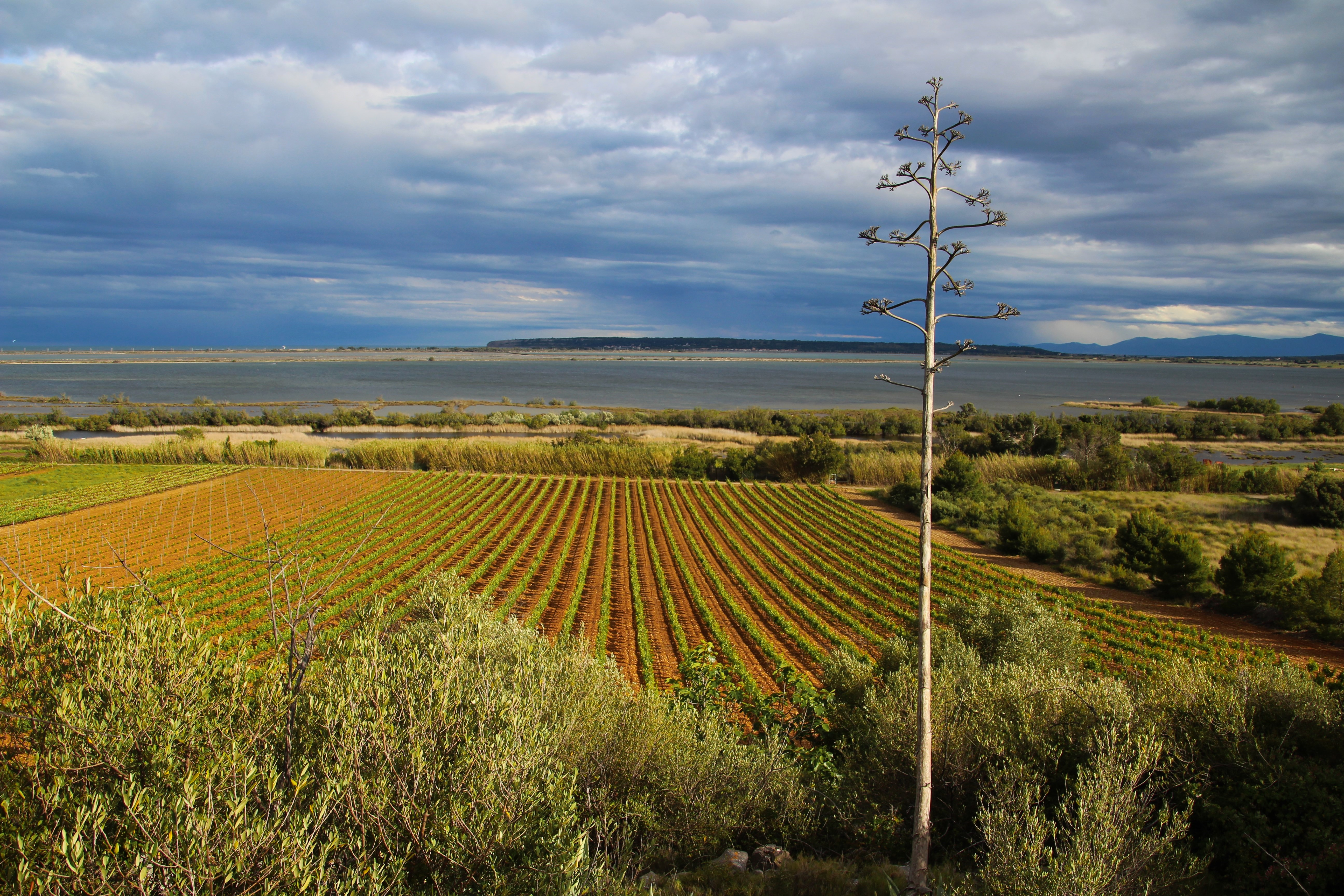
Garrigue, vignes et étang de La Palme.
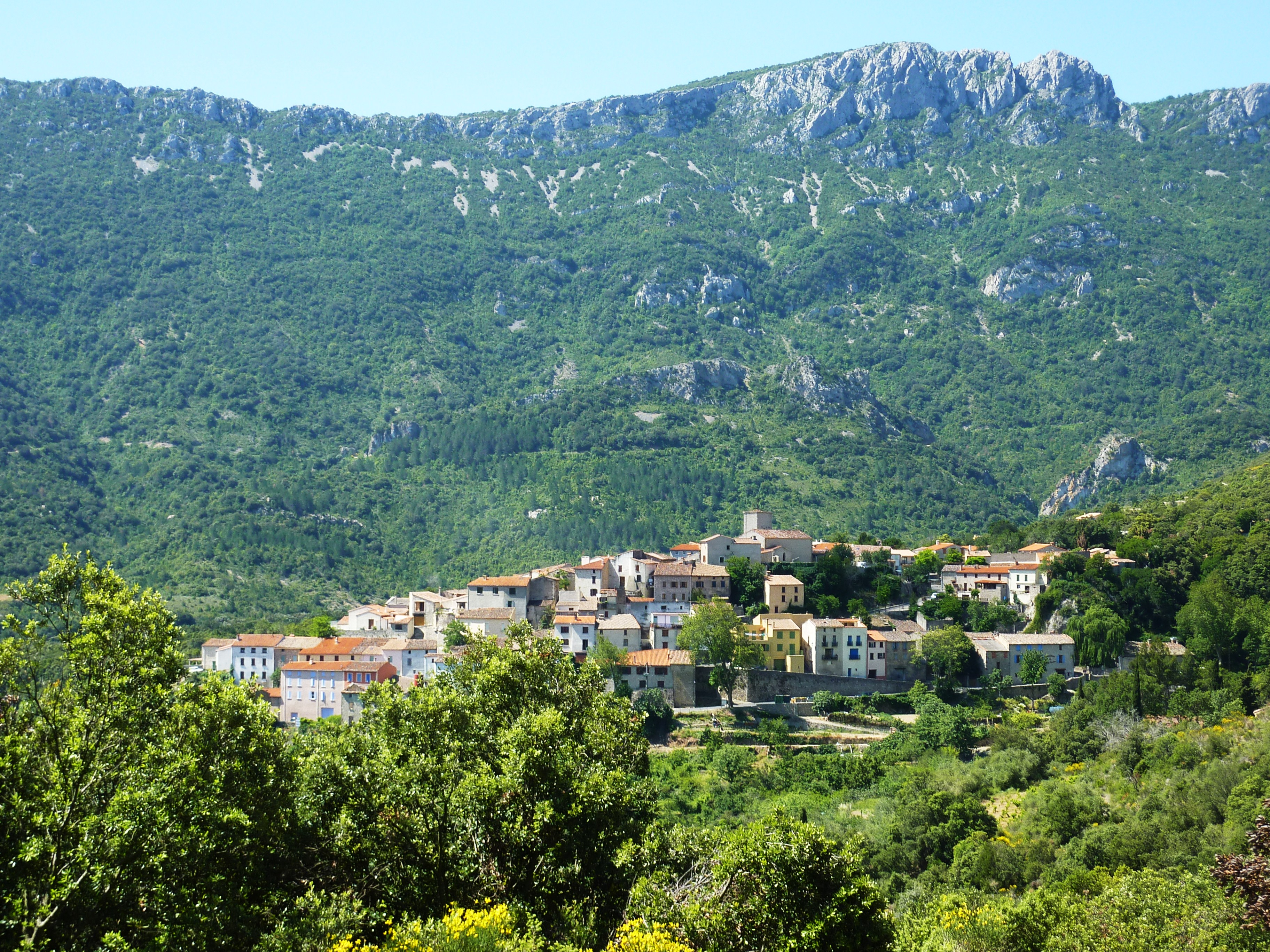
Duilhac-sous-Peyrepertuse dans les Corbières audoises.

### La Petite Camargue
La Camargue gardoise dite aussi "Petite Camargue" n'est pas incluse dans le périmètre du parc naturel régional de Camargue créé en 1970 (qui s'étend donc exclusivement dans les Bouches-du-Rhône et la région voisine Provence-Alpes-Côte d'Azur), mais elle a obtenu en 2014 le label Grand Site de France. De plus, deux réserves naturelles régionales y ont été établies : celle du Scamandre (146,69 ha) en 2006 dans le périmètre de Vauvet et celle de Mahistre et Musette (261,57 ha) en 2013 sur le territoire de Saint-Laurent-d'Aigouze. Elle présente une faune et une flore similaires aux milieux lagunaires du reste de la côte languedocienne (échassiers comme les flamants roses, hérons cendrés ou hérons garde-bœufs, canards colverts, ragondins, rats musqués, anguilles, perches soleils, roselières, prés salés, etc.). Mais elle dispose aussi de la présence très ancienne des deux espèces élevées par l'Homme tout en étant laissées à l'état sauvage, devenues représentatives de l'ensemble de la Camargue, tant sur le plan paysager qu'identitaire ou culturel : le taureau (biou en occitan) et le cheval de Camargue.

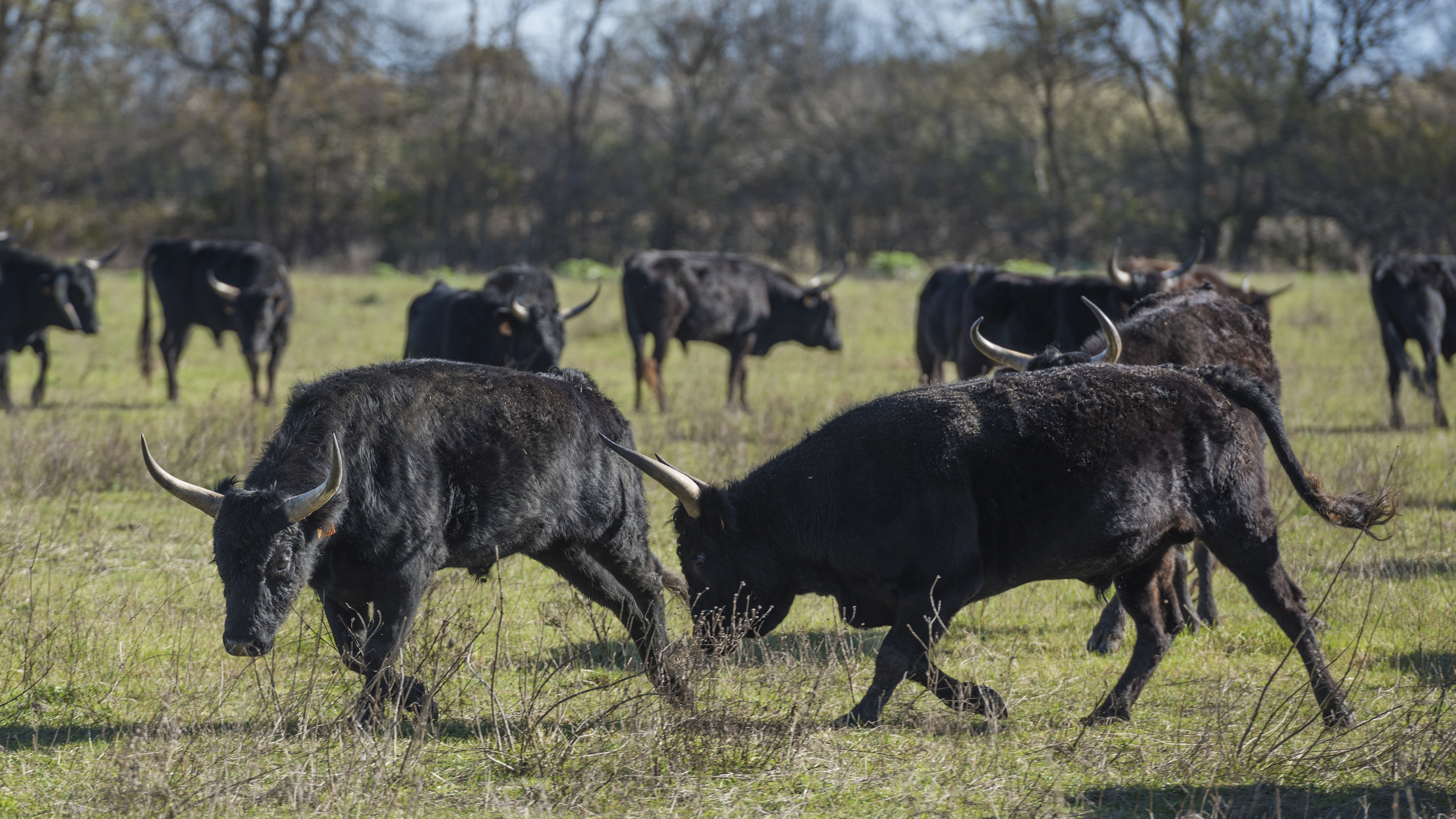
Manade de taureaux de Camargue à Saint-Gilles-du-Gard.
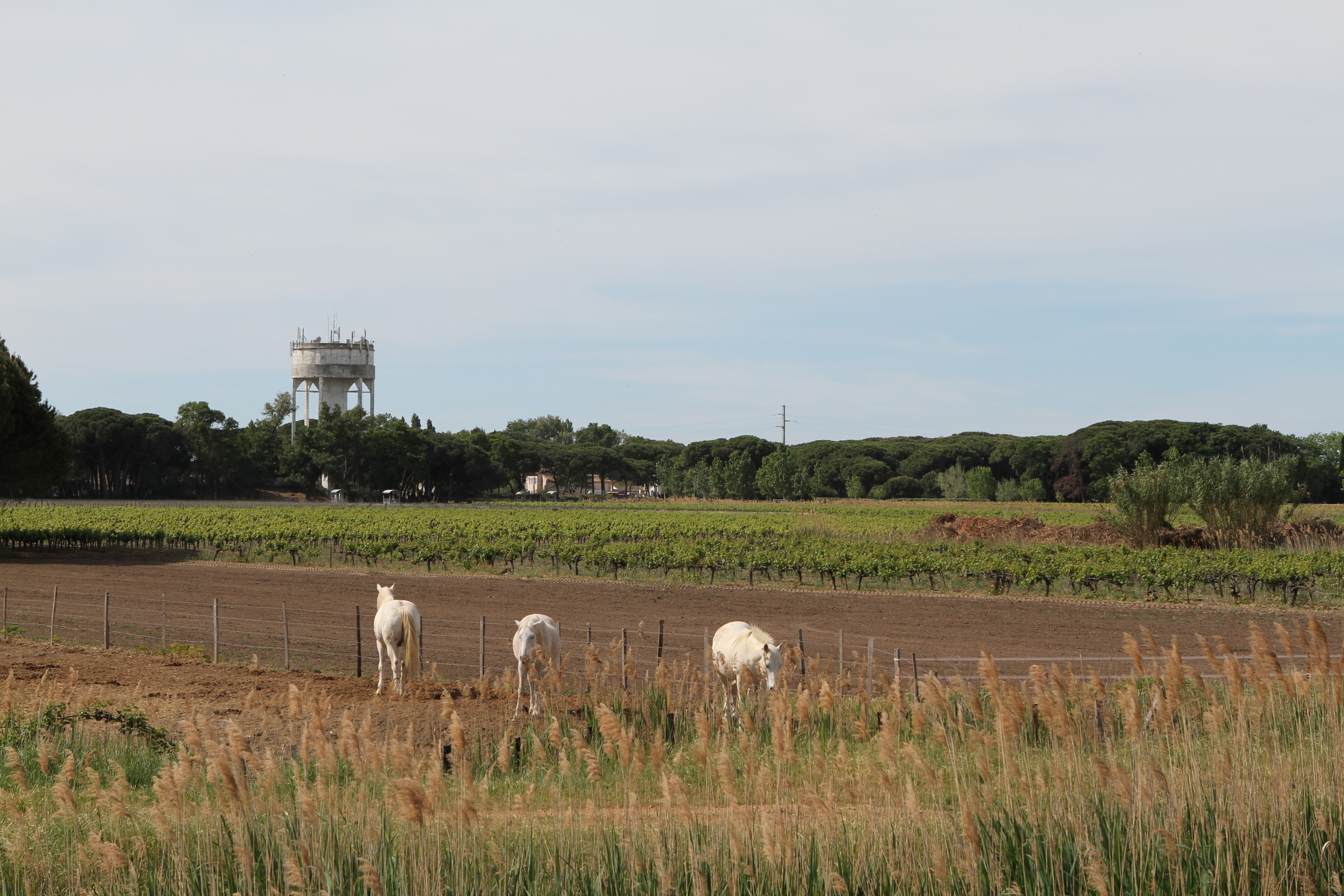
Chevaux de Camargue en liberté à Aigues-Mortes.
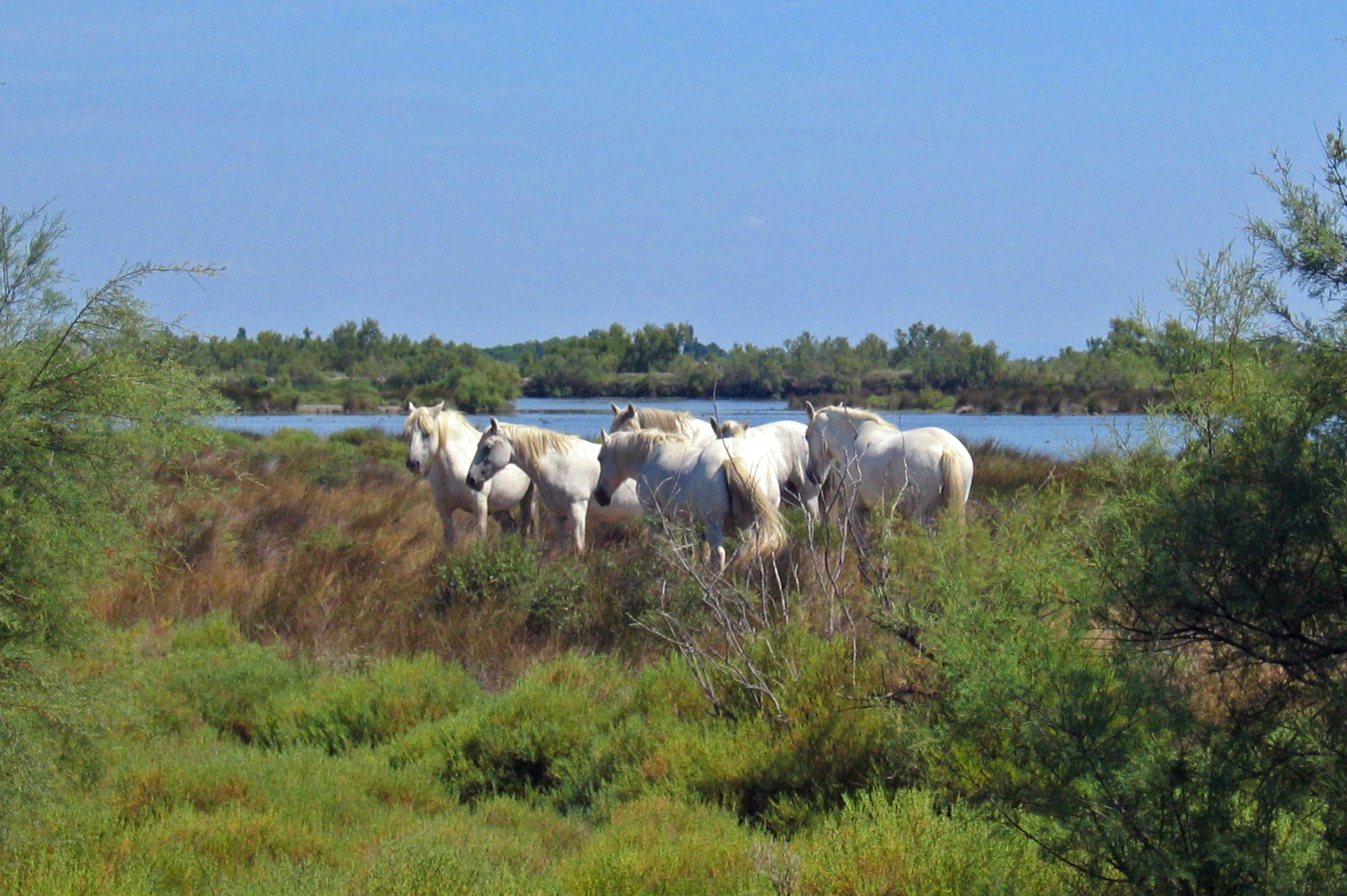
Chevaux Camarguais.

### Le parc naturel marin du golfe du Lion
Le parc naturel marin du golfe du Lion, créé en 2011 et de 4 019 km2, est le premier parc naturel marin situé en mer Méditerranée (et encore le seul en 2016). Il s'étend sur plus de 100 km de côtes (35 km de côte rocheuse et 65 km de côte sableuse), soit le sud du littoral audois et la totalité de celui des Pyrénées-Orientales, entre Leucate et la frontière franco-espagnole à Cerbère. Il sert d'habitat à plus de 1 200 espèces animales et environ 500 espèces végétales sous-marines du golfe du Lion. Il intègre l'ensemble des habitats naturels de mer Méditerranée.

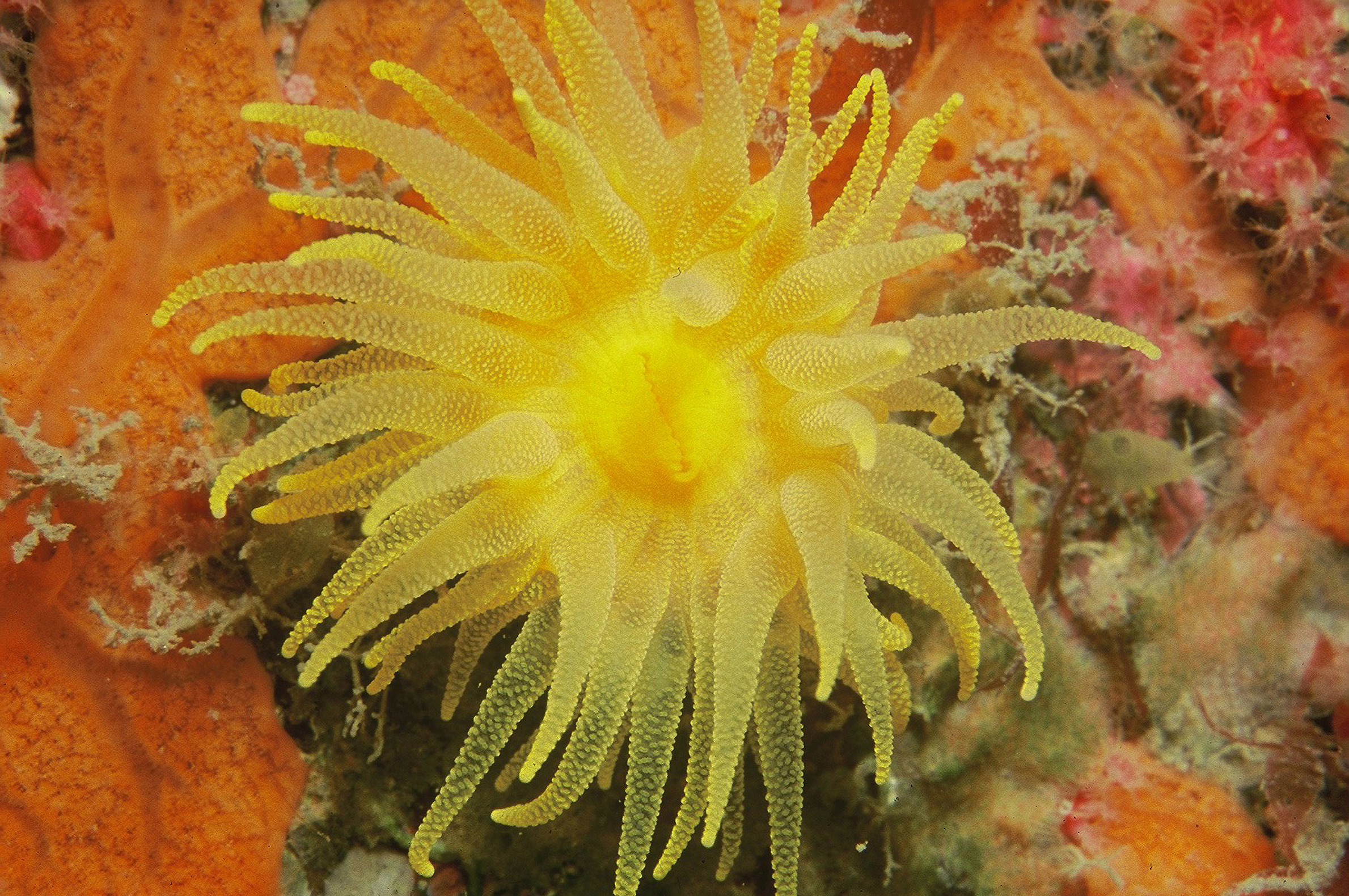
Corail jaune solitaire (Leptopsammia pruvoti) dans le canyon sous-marin Lacaze-Duthiers (Banyuls-sur-Mer).
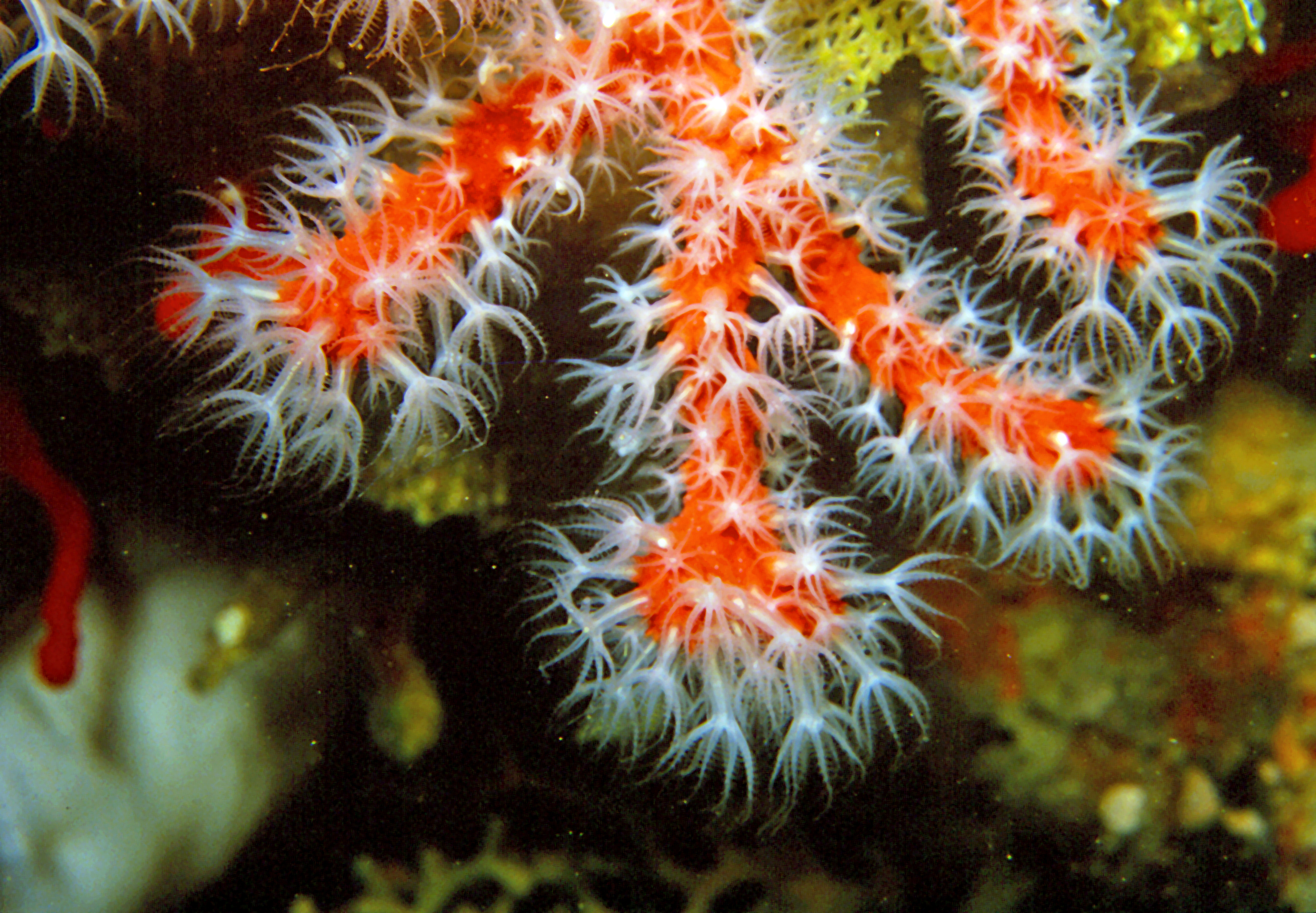
Corail rouge  (Corallium rubrum) au Sec de Rédéris (Banyuls-sur-Mer).
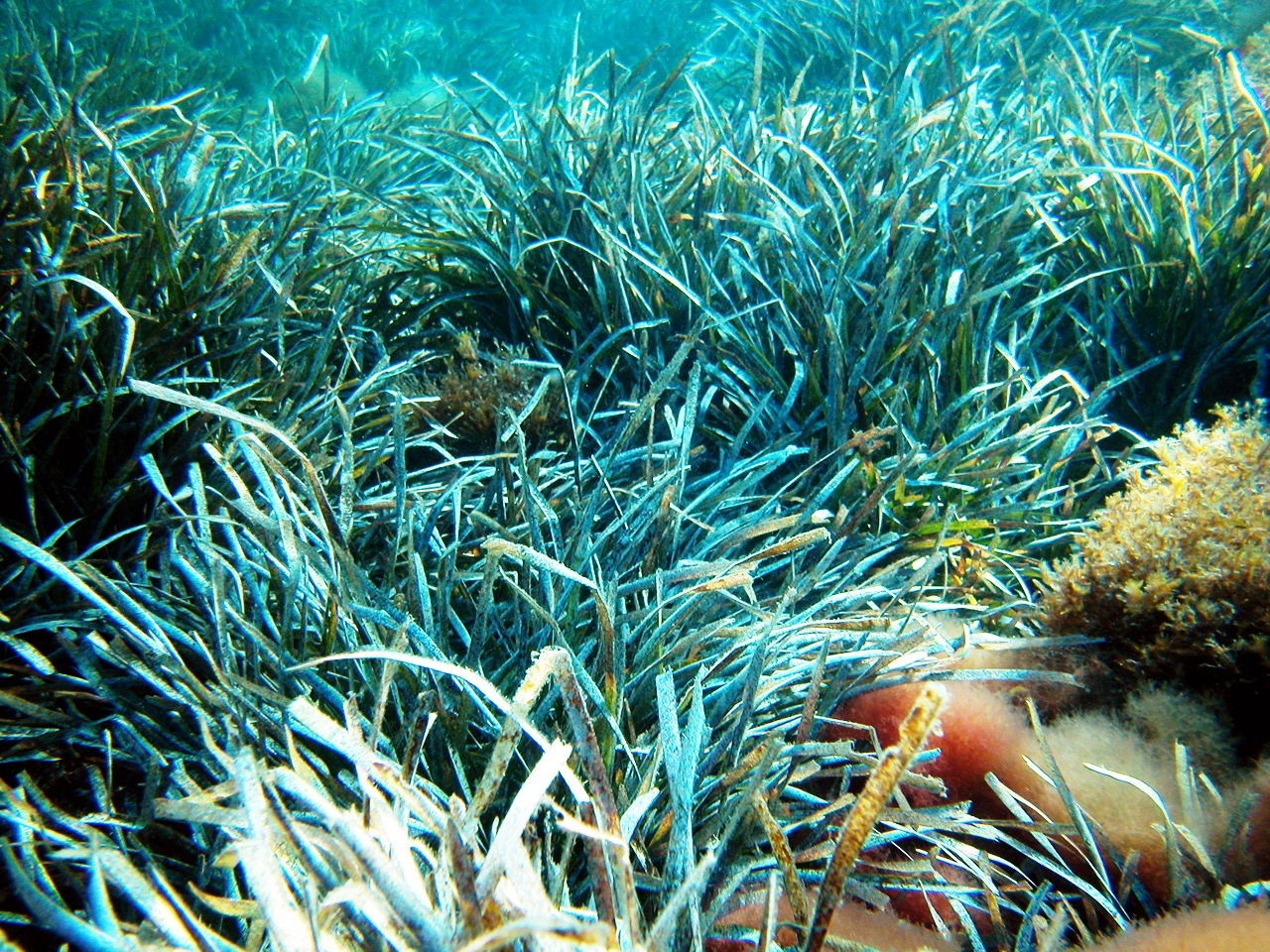
Herbiers de posidonies dans la Réserve naturelle nationale de Cerbère-Banyuls.

## Activités humaines
Les différentes activités humaines sont : 
- Le pastoralisme
- L'agriculture
- La gestion forestière
- La chasse